# Mainz-Mombach
Mombach ist ein Ortsbezirk der rheinland-pfälzischen Landeshauptstadt Mainz.
Der Ort mit heute fast 14.000 Einwohnern entwickelte sich durch die Industrialisierung zur Mitte des 19. Jahrhunderts zu einer wohlhabenden Industriegemeinde im Großherzogtum Hessen, die im Jahr 1907 von der Stadt Mainz eingemeindet wurde. Seit der Rezession der 1970er Jahre und den damit verbundenen Werksschließungen durchläuft Mombach einen Strukturwandel zum Wohn- und Gewerbestandort. Aus jener Zeit stammt auch der hohe Ausländeranteil. Mit über 28 Prozent gemeldeter Ausländer und einem zweistelligen Prozentsatz gemeldeter Deutscher mit Migrationshintergrund ist Mombach der Mainzer Ortsbezirk mit dem höchsten Bevölkerungsanteil mit Migrationshintergrund. Mombach ist direkt über Mainz oder über die Autobahn A 643 aus allen Richtungen, Anschlussstelle Mainz-Mombach oder Mainz-Gonsenheim, zu erreichen. Das Naturschutzgebiet Mainzer Sand liegt zu einem Großteil in der Gemarkung und der angrenzende Lennebergwald erweitert die zur Erholung geeignete Fläche. Das Mombacher Rheinufer mit seinem Naturschutzgebiet und den Wassersportvereinen ergänzt das Erholungsangebot.

## Geographie
Mombach liegt im zurückgewichenen Ufervorland links des Rheins im Mainzer Becken und damit am Rande der rheinhessischen Hochfläche. Der Rhein bildet dabei die nördliche Ortsgrenze von Mombach.
Mombach ist der nördlichste Stadtteil von Mainz.

### Nachbarstadtteile und -gemeinden
Folgende Gemeinden bzw. Mainzer und Wiesbadener Stadtteile grenzen im Uhrzeigersinn an Mombach:
im Norden über dem Rhein Wiesbaden-Schierstein und Wiesbaden-Biebrich, im Osten Mainz-Neustadt, im Süden Mainz-Gonsenheim sowie zu einem kleinen Teil Mainz-Hartenberg-Münchfeld und im Westen Budenheim.

### Klima
Wie ganz Rheinhessen liegt Mombach wettergeschützt durch Hunsrück, Taunus, Odenwald und Donnersberg.

## Ortsgeschichte
Mombach war ursprünglich ein Bauern-, Schiffer- und Fischerort.

### Frühgeschichte und Mittelalter
Archäologische Ausgrabungen bezeugen, dass das Gebiet von Mombach bereits in prähistorischer Zeit besiedelt war. Aus der Frühbronzezeit wurde beispielsweise ein Flachbeil in Mombach gefunden. Auch aus römischer Zeit liegen zahlreiche Funde vor. Die Gründung des Ortes erfolgte vermutlich im Zuge der fränkischen Landnahme. In dieser Zeit entstand Mombach, wahrscheinlich aus dem fränkischen Namen Muno (Munno) oder dem keltischen Mouno. Der Ortsname wird gedeutet als Bachsiedlung des Munno. Mombach wurde erstmals im Jahre 1256 urkundlich erwähnt.

### Frankreichs Drang zum Rhein
Noch während des Dreißigjährigen Krieges, mit wechselhaften Besatzern von Mainz und Umgebung (u. a. auch Schweden Übergabe von Mainz am 23. Dezember 1631 und Kaiserliche), drangen die Franzosen unter dem Kommando des Vicomte de Turenne 1635 bis Mainz vor, wo er Bernhard von Sachsen-Weimar entsetzte. Aufgrund von Geld- und Proviantmangel konnte die Stadt nicht gehalten werden und fiel am 17. Dezember 1635 an die Kaiserlichen. Am 17. September 1644 wurde Mainz nach französischer Belagerung erneut französisch. Als die Garnison durch die Türkenkriege geschwächt war, kamen die Franzosen wieder und verwüsteten und okkupierten 1688 ohne Kriegserklärung die linksrheinischen Gebiete bis zur natürlichen Rheingrenze inklusive Mainz. Die besetzte Stadt wurde 1689 im Pfälzischen Erbfolgekrieg von Reichstruppen belagert und zurückerobert.

### Kurmainzer Zeit

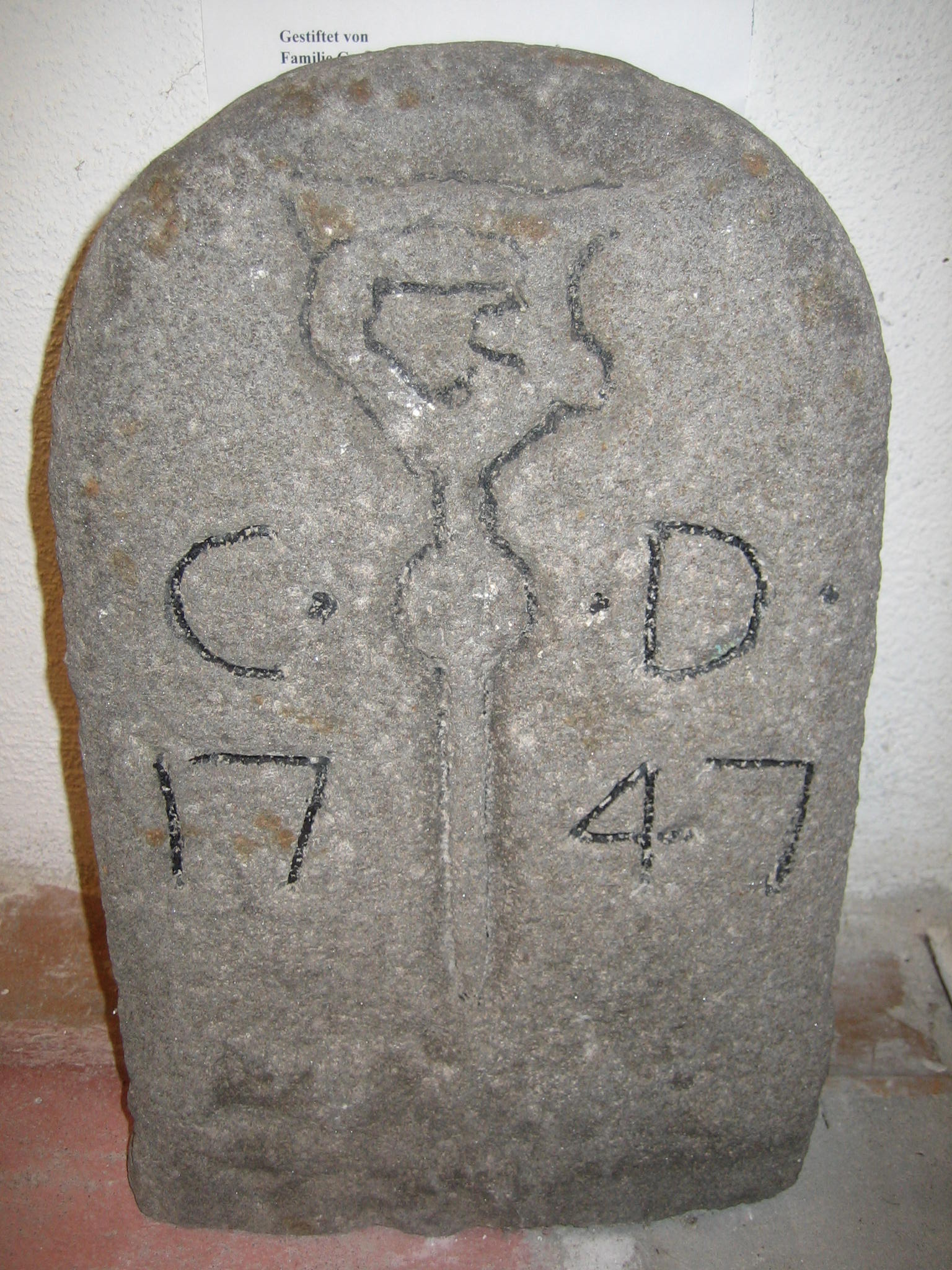
Grenzstein des Klosters Maria Dalheim

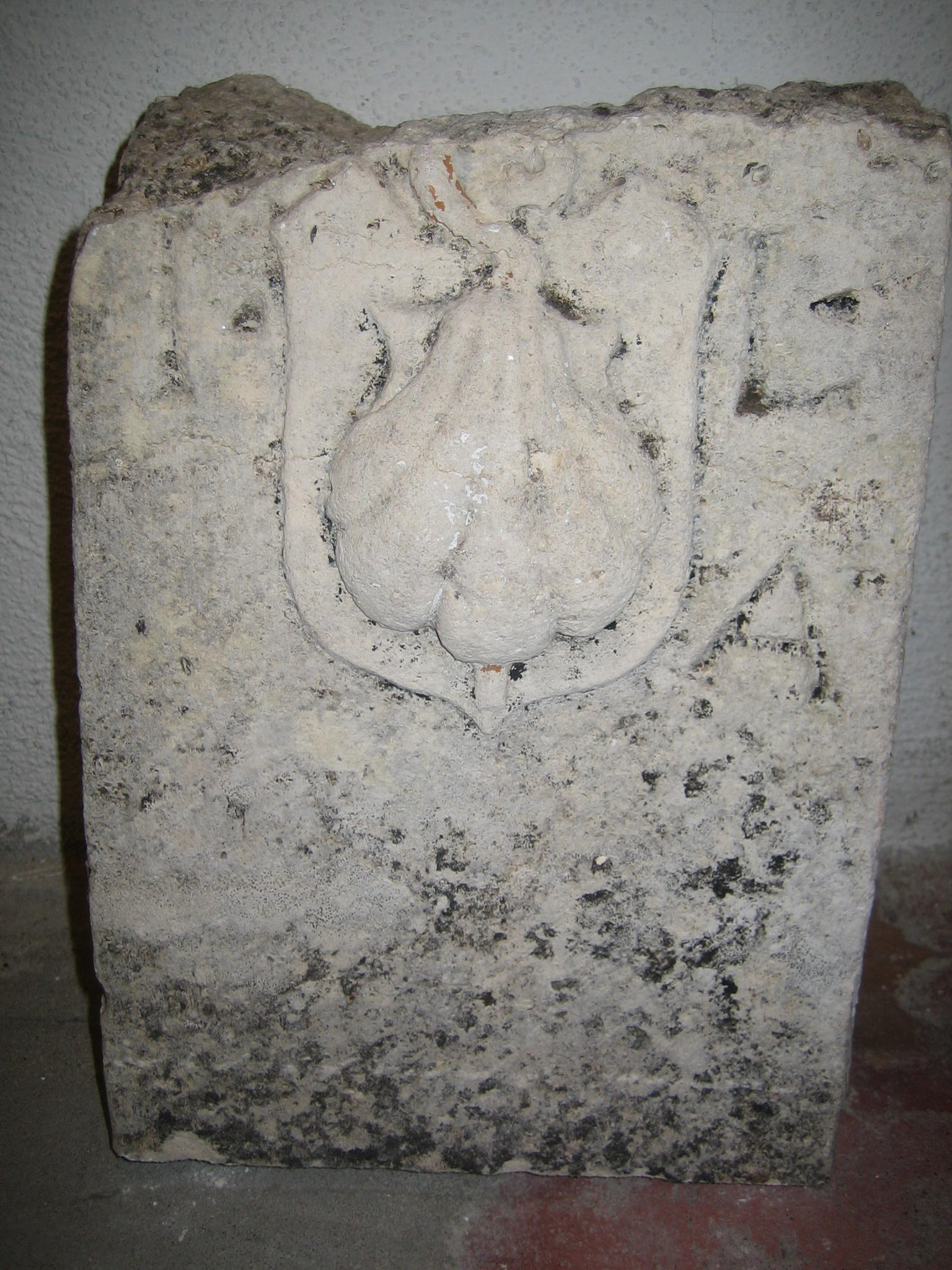
Grenzstein des Klosters Jakobsberg

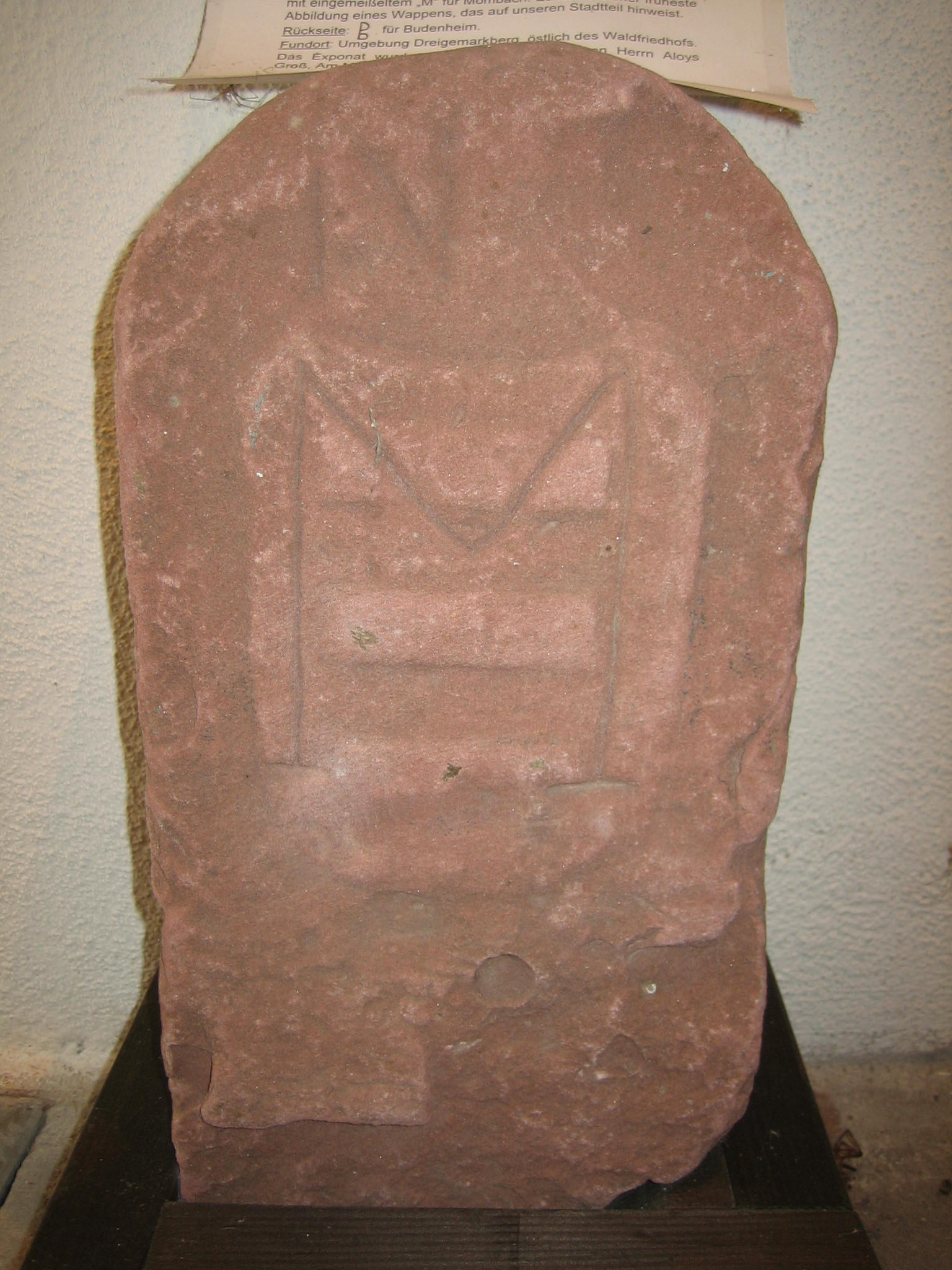
Grenzstein des Mainzer Domkapitels in Mombach

In Kurmainzer Zeit war der Ort von einer Dorfmauer umgeben. Teile dieser Dorfmauer sind noch heute Bestandteil von alten Scheunen. Mombachs historischer Ortskern ist der Lindenplatz. Um die alte Dorflinde gruppierten sich die wichtigsten Gebäude, die erste Nikolauskapelle, Backhaus und Schulhaus. Wie die Grenzsteinforschung zeigt, waren außer dem Mainzer Domstift auch die Klöster Dalheim und Jakobsberg nachweisbar in dieser Zeit in Mombach begütert.
Die ursprüngliche Pfarrkirche von Mombach war St. Theonest im Gartenfeld. Das Dorf und seine Gemarkung lag in der stiftischen Immunität von St. Peter. Es wird vermutet, dass die alte Nikolauskapelle den Verwüstungen des pfälzischen Erbfolgekriegs zum Opfer fiel. Als Ersatz wurde am 19. August 1703 die erste Nikolauskirche durch den Mainzer Weihbischof Johann Edmund Gedult von Jungenfeld geweiht und damit Mombach vom Stiftsadel in St. Peter unabhängig. Der Domvikar Heinrich Georg de La Roche hatte kurz vor seinem Tod die hierzu notwendige Finanzierung in Form einer Stiftung von 1000 Talern geleistet. Am 14. Dezember 1700 wurde die Vereinbarung zwischen Petersstift und Gemeinde geschlossen. Die Kirche unterstand der Oberaufsicht des Mainzer Dompropsts. Während der darauffolgenden Zeit wurde ein neues Rathaus und ein Schulhaus errichtet. Mitte des 18. Jahrhunderts setzte unter den Adeligen eine Begeisterung für das Landleben ein, wovon Mombach profitieren konnte. Belege hierfür sind z. B. die Anlage des „Walderdorfschen Geländes“, die „Kesselstadtsche Anlage“ und das „Rondell“.

### Zweite französische Besatzungszeit
1792 hob General Custine die kurfürstliche Verwaltung auf. Mit der erneuten Besetzung der linksrheinischen Gebiete des Kurstaates durch die französische Revolutionsarmee wurde die stiftische Verwaltung Mombachs durch Amtleute des Domkapitels vollständig beendet. Während der Belagerung von Mainz (1793) wurde Mombach immer wieder von beiden Kriegsparteien ausgeplündert. Auch als die Franzosen Mainz zurückerobern wollten (Mainzer Linien), standen die Truppen zwischen Mombach und Budenheim. Am 12. November 1794 wurde eine Anhöhe bei Mombach von den Generalen Desaix und Michaud besetzt. Die Entsetzung von Mainz begann am 29. Oktober 1795 damit, dass Clerfait einen Scheinangriff auf Mombach, sowohl vom Hartenberg und Hartmühle, als auch von der Ingelheimer Aue aus veranlasste. Durch den Frieden von Campo Formio und durch dessen Bestätigung im Frieden von Lunéville wurde Mombach den Franzosen zugeschlagen und lag von da an im Kanton Oberingelheim. Ab 1801 residierte der Präfekt Jeanbon St. André in Mainz und ließ die alten Ortspforten sowie diverse Heiligenhäuschen in Mombach niederlegen.
In diese Zeit fällt auch die Trockenlegung der ausgedehnten, niedriggelegenen Feld- und Wiesengelände entlang des Rheines, durch ein Damm- und Grabensystem. Mittels eines nahe der Stadt angelegten Stau- und Schleusensystems, der Inondationsschanze, konnte das Gartenfeld vor dem westlichen Außenwall im Belagerungsfall geflutet werden. Damit konnten sich die Verteidiger auf die Linien der Süd- und Ostwälle konzentrieren. Der weithin wässrige Boden erschwerte potentiellen Belagerern das Anlegen von Trinkwasserbrunnen, Laufgräben, Kommunikationswegen sowie trockenen Unterkünften und Batterien.

### Großherzoglich Hessische Zeit
Nach dem Scheitern Napoleons, dem Wiener Kongress und dem Staatsvertrag zu Frankfurt am Main kamen die Gebiete um Mainz, Bingen, Alzey und Worms nach Ablösung des Generalgouvernements Mittelrhein zum Großherzogtum Hessen. Seit dieser Zeit wird dieses Gebiet als Rheinhessen bezeichnet. Mainz wurde Bundesfestung. Zahlreiche Obstgebiete, Weinberge und Wälder wurden zu Militärgelände konvertiert. Die Landgemeinde profitierte in der Mitte des 19. Jahrhunderts von der Nähe zur Festung Mainz, da laut den Rayonbestimmungen, innerhalb der zweiten Rayonlinie keine Industrieansiedlungen erlaubt wurden. Deshalb griffen die Mainzer Kaufleute für ihre Fertigungsanlagen auf Standorte wie Mombach oder die rechtsrheinischen Gebiete zurück. 1845 wurde die Chaisen- und Eisenbahnwagen-Fabrik der Gebrüder Gastell aus Mainz zwangsverlegt. Derartig große feuerverarbeitende Fabriken durften aus Sicherheitsgründen nicht mehr innerhalb der Festungsmauern produzieren. Man entschied sich für die Anlage des Herrn Grafen von Walderdorf am Rande von Mombach. Die Mombacher erhielten mit der Fertigstellung der Bahnlinie Mainz-Bingen 1859 ihren ersten Personen- und Güterbahnhof, welcher sowohl die landwirtschaftliche als auch die industrielle Produktion förderte. Einen wesentlichen Beitrag hierzu leistete die Gründung der chemischen Fabrik 1856, heute Prefere Paraform. Schon im Jahr 1825 wurde bei Mombach, auf dem heutigen „Kleinen Sand“ der erste Mainzer „Turnplatz“ eingerichtet. 1869 wurde bereits die erste Turnhalle, sowie das Schulhaus an der Hauptstraße erbaut. Die zunehmende Industrialisierung in der Gründerzeit nach dem Deutsch-Französischen Krieg 1871/71, sorgte später für die Zuwanderung hauptsächlich von Arbeiterfamilien. Eine weitere Bahnlinie, die Hessische Ludwigsbahn, wurde 1871 entlang des Gastellschen Firmengeländes Richtung Gonsenheim geführt und ein weiterer Bahnhof entstand. 1885 bestand die Bevölkerung aus 2822 Personen, darunter 485 evangelische Christen, die im gleichen Jahr die Gründung einer evangelischen Gemeinde vorantrieben.
Der heutige Industriehafen wurde 1882 bis 1887 als Floßhafen angelegt, indem der Rheinarm zur Ingelheimer Aue teilweise zugeschüttet wurde, um stromaufwärts das Becken für den Mainzer Zoll- und Binnenhafen zu schaffen.
Im August 1890 nahm die Schmahlsche Kesselschmiede ihren Betrieb auf. Bald darauf wurde ein neues Schulhaus in der Weiherstraße erbaut.

### 20. Jahrhundert

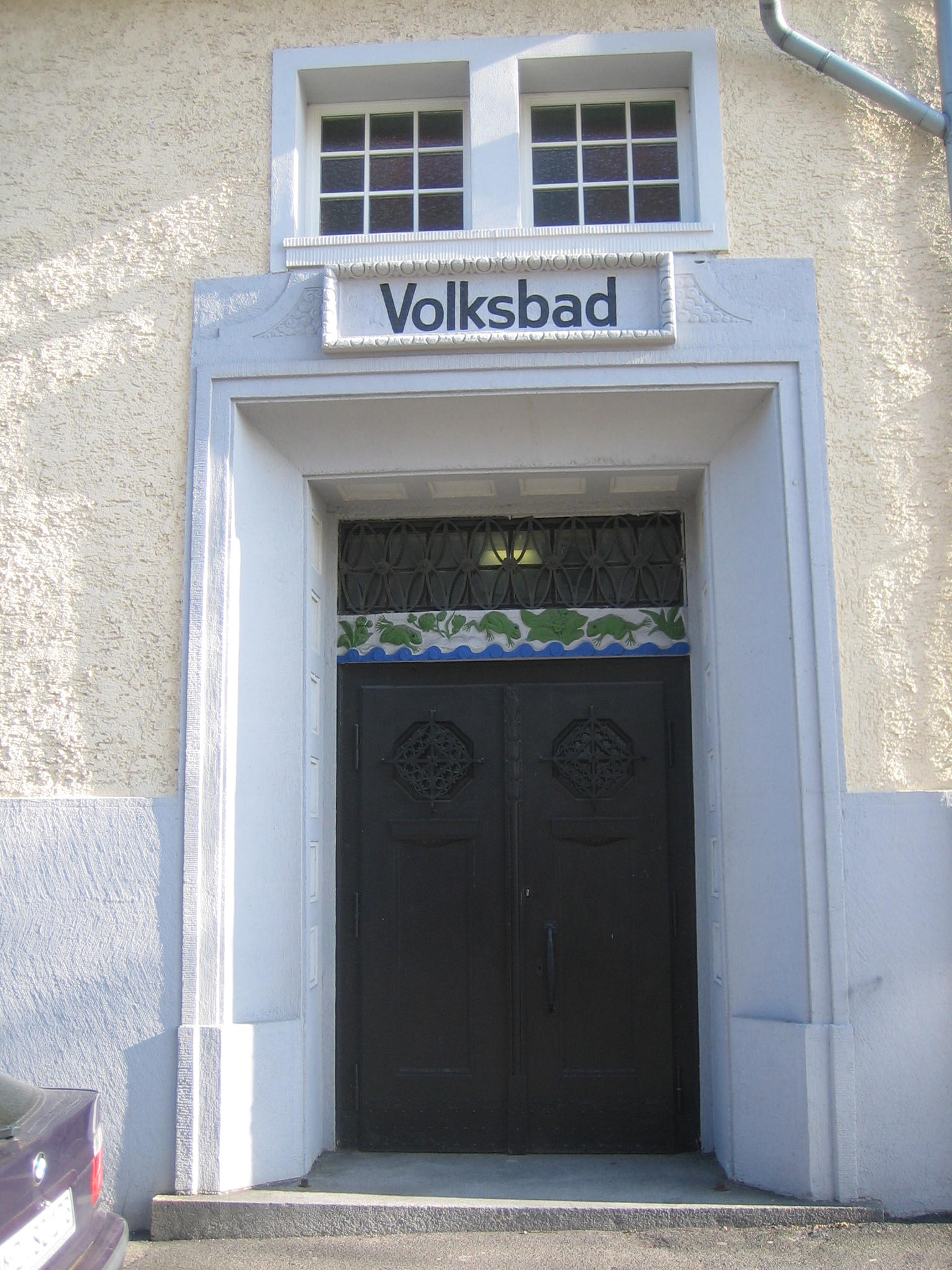
Eingang zum Volksbad von 1909

Zu Beginn des 20. Jahrhunderts erhielt Mombach Gas- und Wasserleitungen und eine Kanalisation – die Gas- und Wasserwerke entstanden. Der bedeutendste Scheibengasbehälter seiner Zeit stand in Mombach. Außerdem verband die elektrische Straßenbahn Mombach mit Mainz.
Am 1. April 1907 wurde Mombach unter Oberbürgermeister Karl Göttelmann als einer der ersten Vororte eingemeindet. Mainz wuchs dadurch im Folgejahr zur echten Großstadt von über 100.000 Einwohnern. Das Wasserwerk zur hygienisch einwandfreien Versorgung mit Wasser wurde erweitert. Die Pestalozzischule, ein dreigeschossiger Zweiflügelbau, wurde 1908/1909, nach einem Entwurf des Mainzer Hochbauamts errichtet. Die Bildhauerarbeiten wurden von Ludwig Lipp senior ausgeführt. In diese Anlage war auch ein Volksbad integriert. Mit dem rasanten Wachstum der letzten Jahre tat sich auch in Mombach die Soziale Frage auf. Im Zusammenhang mit diesem Wachstum wurden weitere Kirchenbauten notwendig, so legte die evangelische Gemeinde am 10. April 1910 den Eckstein für die „Friedenskirche“ im Stil des Wiesbadener Programms. Das Bistum Mainz ließ 1911 von seinem Diözesanbaumeister eine Basilika mit Fassadenflankenturm als Grablege für den Sozialbischof Ketteler planen, die „Herz-Jesu-Kirche“.
Auf dem Großen Sand wurden viele Jahre lang regelmäßig Kaisermanöver abgehalten (beginnend mit den Kaiserparaden), das letzte Mal 1913. Kaiser Wilhelm II. nahm diese ab, wenn er in Wiesbaden zur Kur war.
Der Erste Weltkrieg war eine historische Zäsur in der Entwicklung von Mainz und Mombach. Ende 1918 besetzten die Franzosen erneut Mainz und das Rheinland, sie verließen es erst 1930 wieder, die Wirtschaftslage verschlechterte sich. Das Militärgelände am Polygon wurde großflächig zur Anlage von Obstplantagen an Landwirte verkauft. 1937 wurde die Kathenkaserne fertiggestellt, teils auf Mombacher, teils auf Gonsenheimer Gemarkung.
Ein im Jahre 1950 von der sowjetischen Militärmission errichtetes Denkmal auf dem Mombacher Waldfriedhof erinnert an sowjetische Zwangsarbeiter, ehemalige Häftlinge eines Arbeitsaußenlagers und Kriegsgefangene, die 1945 kurz vor Ende des Zweiten Weltkriegs von SS-Soldaten erschossen wurden. Dieser als Russisches Ehrenfeld bezeichnete Bereich beinhaltet einen Gedenkstein mit russischer Inschrift und die folgende deutsche Übersetzung auf einer Bronzetafel: „Ewiger Ruhm den Kämpfern für die Freiheit! Hier sind begraben 3 330 sowjetische Bürger, gestorben in faschistischer Gefangenschaft. 14.03.1950“.
Bis nach dem Zweiten Weltkrieg lag Mombach idyllisch an Rettbergsaue und Ingelheimer Aue und hatte ein Naturschwimmbad mit dem legendären Bademeister Lenges, der 37 Menschen vor dem Ertrinken gerettet hat. Seit dem Verlust der rechtsrheinischen Vororte Amöneburg, Kostheim, Kastel und Bischofsheim, mit dem damals größten Güterbahnhof, infolge der Zoneneinteilung der Alliierten, wurde Mombach zum Industriestandort umgewandelt. Letztendlich hatte Mainz nicht nur die Vororte, sondern damit gleichzeitig 50 % seiner Fläche und den größten Teil seiner Industrie verloren. Der Floßhafen wurde mit den Trümmern der Luftangriffe auf Mainz teilweise verfüllt und bot Platz für Industrieansiedlungen.
Mombach hat immer noch einen gemütlichen Ortskern mit alten Häusern wie z. B. Läden, Handwerksbetrieben und Ortsverwaltung.
Das Mainzer Zentralklärwerk wurde 1960 errichtet. Das Mombacher Hallenbad wurde 1970 seiner Bestimmung übergeben, 1975 wurde das Freibad mit 70000 m² Grünfläche und 180 Bäumen eröffnet. Seit 2006 arbeitet es unter Trägerschaft des Mainzer Schwimmvereins von 1901.
Im Jahr 2006 feierte Mombach sein 750-jähriges Jubiläum. Diese Feier geht auf eine urkundliche Erwähnung von 1256 zurück, der Ort ist aber sicherlich älter.

### 21. Jahrhundert
Durch das Bund-Länder-Förderprogramm Soziale Stadt/Sozialer Zusammenhalt konnte in der Zeit von 2014 bis 2022 die Hauptstraße und angrenzende Bereiche in vier Bauabschnitten umgestaltet und aufgewertet werden. Chancen zur Rheinuferumgestaltung oder Nutzung von Hafenentwicklungsflächen wurden vergeben und die durch den Weggang von Nestlé und der Öhlmühle Cargill freigewordenen Flächen erneut für Gewerbe bestimmt. Die Fläche der Ölmühle hat die Firma Frankenbach erworben und auch auf dem Nestlé Gelände wird durch die Firma four parX ein trimodales Logistikkonzept verwirklicht.

### Liste der Ortsvorsteher
- 1907–1934 Heinrich Freber
- 1934–???? Georg Gönner
- 1936–1945 Richard Lotz
- 1945–1958 Daniel Weingärtner
- 1958–1967 Friedhelm Schneider
- 1967–1983 Karl Unkel
- 1983–1995 Ursula Distelhut
- 1995–2002 Michael Ebling
- 2002–2019 Eleonore Lossen-Geißler
- 2019–heute Christian Kanka

## Stadtteilwappen

### Altes Wappen

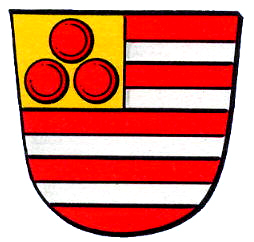
Ortswappen um 1500

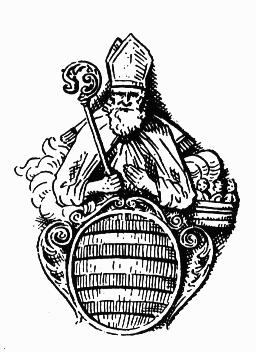
Insiegel, 1741

In Mombach selbst ist keine Darstellung eines alten Wappens, das auf die Geschichte und Zugehörigkeit zu verschiedenen Eigentümern schließen ließe, zu finden. Schon im frühen Mittelalter gehörte Mombach zum Besitztum des Erzstiftes Mainz, das den Ort als Mannslehen vergab. Im 14. Jahrhundert gingen die Besitzrechte an das Mainzer Domkapitel über und gehörten bis in napoleonische Zeiten zu St. Peter. Daher sind die Farben des Domkapitels Silber/Rot in den meisten alten Wappendarstellungen erhalten. Im Wappen um 1500 befinden sich bereits neben den Farben des Domkapitels im rechten oberen Eck des Wappenschildes drei rotgoldene Kugeln, die auf den Ausstatter der drei Jungfrauen durch Mitgiftspende, St. Nikolaus, den Patron der Schiffer, hinweisen.
Auch auf dem Gerichts-Insiegel von 1741 bilden die rot/silbernen Streifen einen Schwerpunkt. Das Siegel lehnt sich an ältere Vorbilder an, ist aber typisch barock ausgeschmückt. Es zeigt St. Nikolaus von Myra, den Patron der 1703 erbauten Pfarrkirche, mit seinem Bischofsstab über den Wolken schwebend. Dem Bischof werden drei Knaben in einem Pökelfass als Attribut zugeordnet, die der Heilige der Legende nach zum Leben wiedererweckt hat.

### Neues Wappen

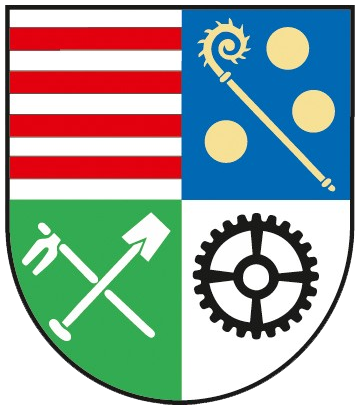
Neues Mombacher Wappen

Mombach hat seit der Zeit der französischen Kantonseinteilung bis zur Eingemeindung Mombachs durch Mainz kein eigenes Wappen geführt. Der Ort war mit Josef Zey, Mombacher Maire adjoint, dem Budenheimer Maire im Kanton Oberingelheim zugeordnet. Mit dem Bau des neuen Mainzer Rathauses von 1971 bis 1974 sollten in der Eingangshalle die Wappen aller Stadtteile in chronologischer Reihenfolge der Eingemeindung, von unten nach oben, angebracht werden. Daher entschloss man sich im Rathaus, ein neues Wappen für Mombach entwerfen zu lassen, da die traditionelle Darstellung mit der Figur des Heiligen Nikolaus, nicht mehr als zeitgemäß erachtet wurde. Der Mainzer Heraldiker Heinz Leitermann wurde beauftragt, ein modernes, sprechendes Wappen für Mombach zu schaffen. Dieser neue Wappenschild ist in vier Felder unterteilt, dessen Motive Bezug auf Mombacher Geschichte und Gegenwart nehmen.
- Die beiden oberen Felder nehmen Bezug auf die Geschichte der Kirchengemeinde. Im rechten Teil ist der Schild des Domkapitels mit seinen charakteristischen roten Streifen auf silbernem (heute weißem) Grund dargestellt, ein Hinweis auf die früheren Besitzverhältnisse. Links daneben ist ein goldener Bischofsstab und drei goldene Kugeln auf blauem Untergrund zu sehen, die an den Schutzpatron St. Nikolaus erinnern sollen. Auf den beiden unteren Feldern wird die Gegenwart des Jahres 1974 symbolisiert. Das rechte Feld mit gekreuzten Spaten und Karst in Silber auf grünem Grund weist auf die damals noch existierende Landwirtschaft hin. Das schwarze, liegende Zahnrad auf silbernem Grund weist auf die in Mombach ab 1856 und verstärkt nach dem Krieg angesiedelte Industrie hin.

## Schulen

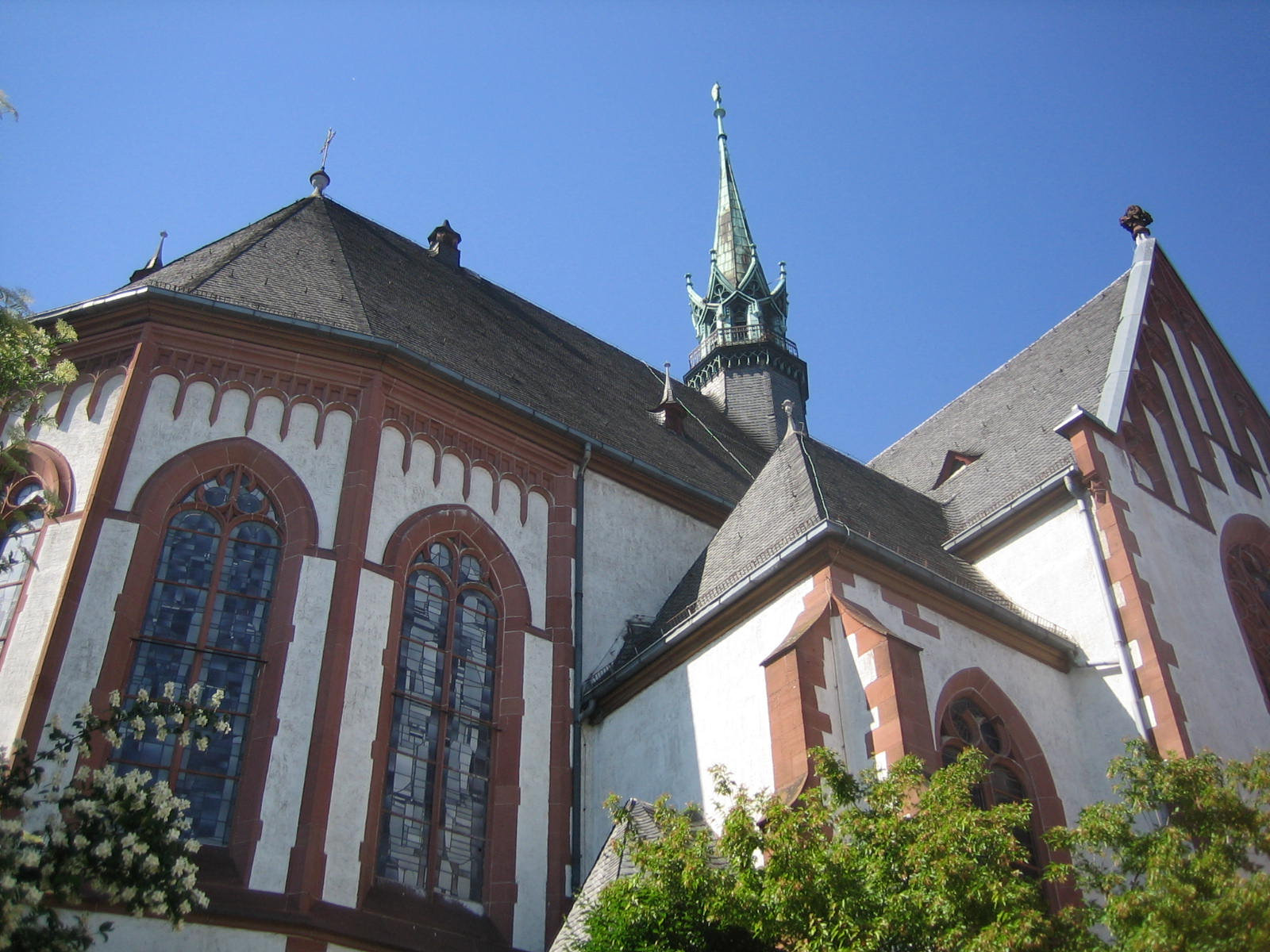
Herz-Jesu-Kirche

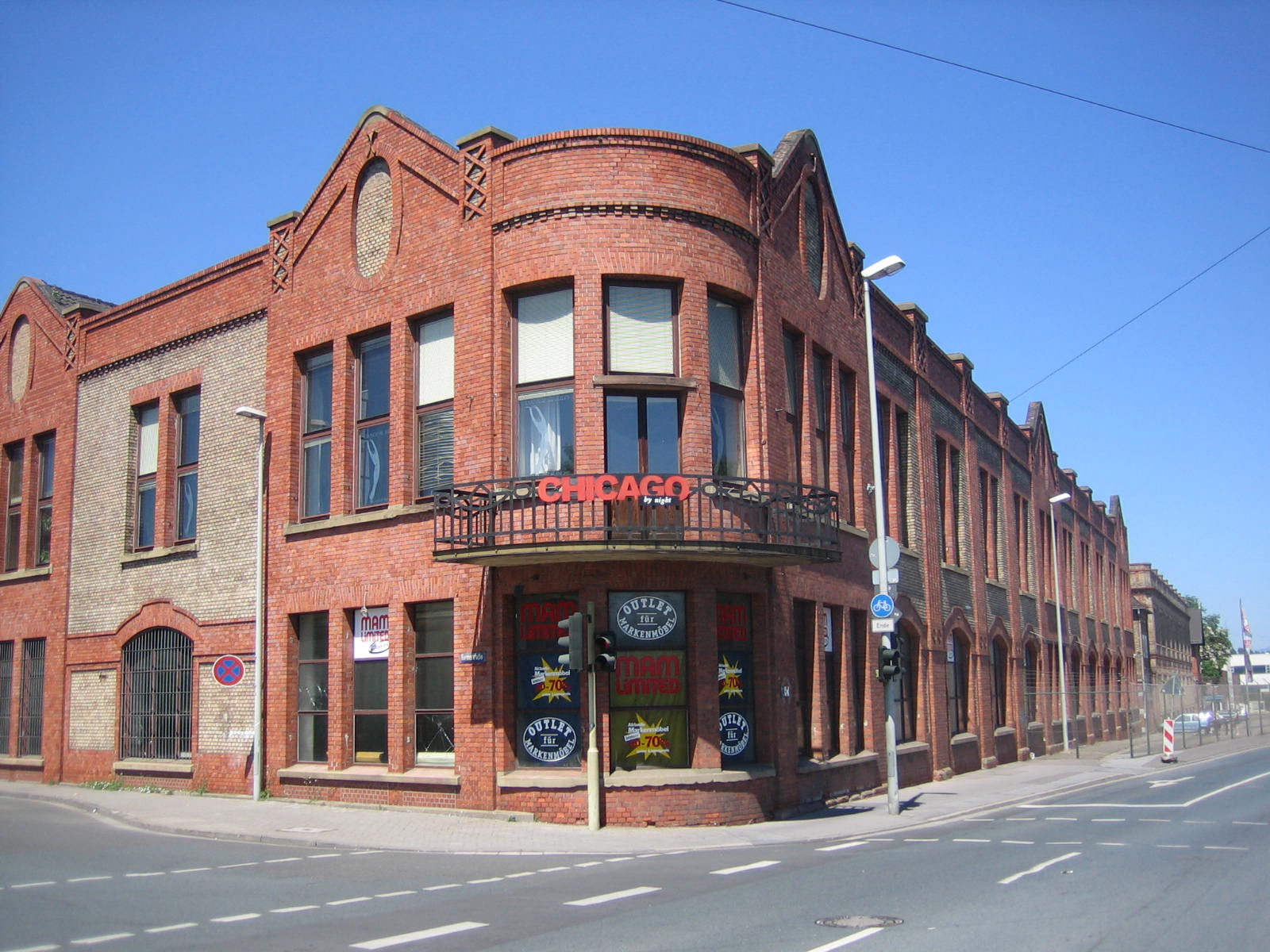
Kaiserbalkon an der Chaissenfabrik der Gebrüder Gastell

In Mainz-Mombach gibt es 4 Schulen:
- Grundschule Am Lemmchen
- Grundschule Pestalozzischule
- Gymnasium Mainz-Mombach* (Seit 2024)
- Realschule Plus Am Lemmchen

*Das Gymnasium Mainz-Mombach befand sich während der Konstruktion provisorisch in Mainz-Lerchenberg.

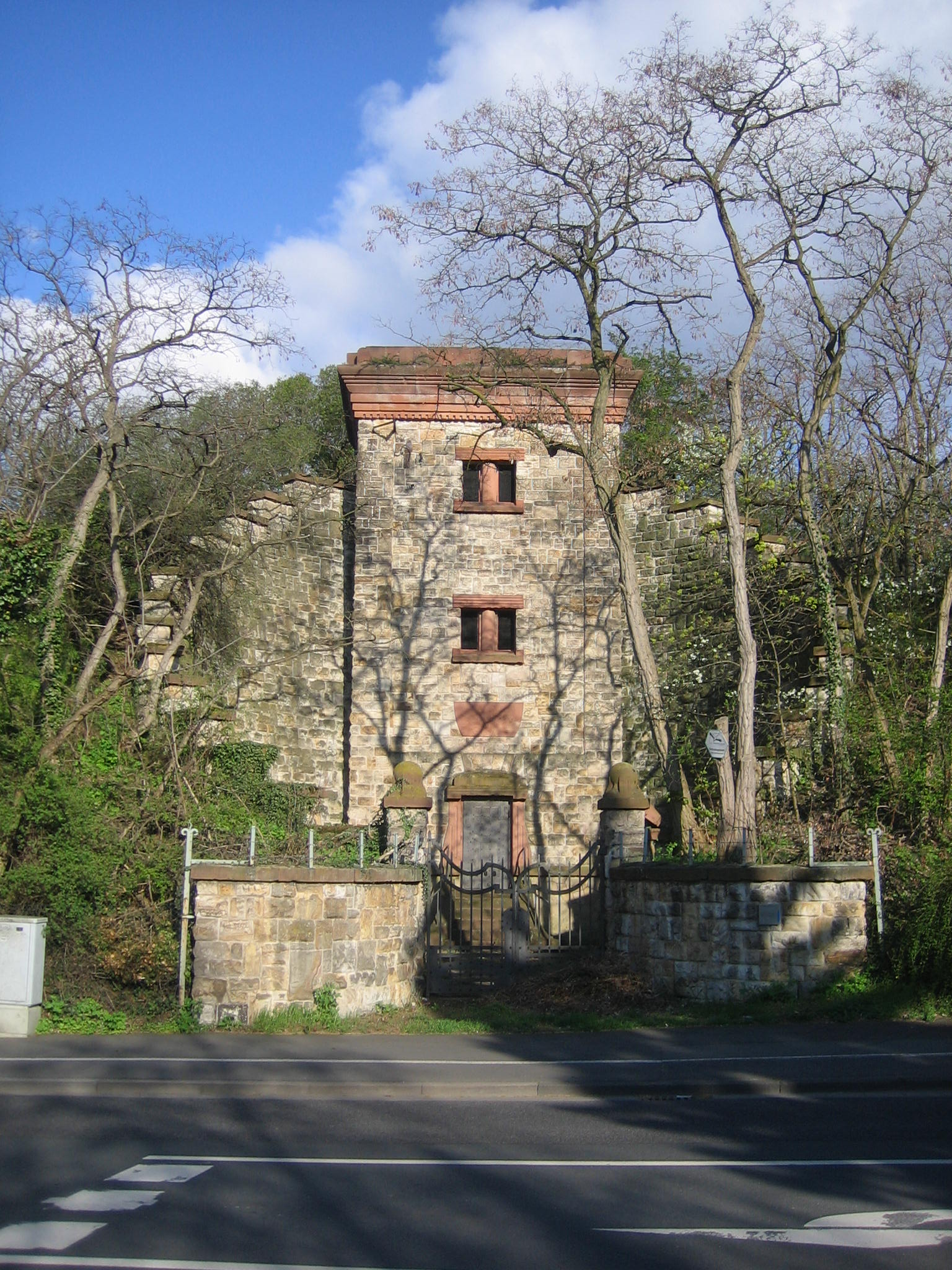
Wasserwerk von 1904

## Sehenswerte Gebäude
- Altes Wasserwerk (1904), historisierender turmartiger Bossenquaderbau der Großherzoglichen Kulturinspektion Mainz (Bruno von Boehmer)[21]
- Haus Pestalozzistraße 4 (1900), sandsteingegliederter Backsteinbau aus dem späten 19. Jahrhundert, doppelgeschossiger Wintergarten, von Valentin Braunbeck
- Herz-Jesu Kirche (kath., 1911) in neugotischem Stil entworfen von Ludwig Becker, Entwurf der Glasfenster durch Alois Plum, nach Sicherung und Sanierung wurde der Altarraum 2001 durch Vitus Wurmdobler ausgemalt.
- katholische Ortskirche St. Nikolaus (1955), bereits vor dem Zweiten Vatikanischen Konzil mit zentralem Altarraum ausgestattet, Altar- und Kreuzweggestaltung durch Heinz Hemrich, Glaswand in der Kapelle von Peter Paul Etz
- evangelische Friedenskirche (1911), Baugruppe in neuklassizistisch geprägtem Jugendstil von Reinhold Weisse, Saalbau, Pfarrhaus mit Walmdach, Schwesternhaus mit Krüppelwalmdach;
- ehemaliges evangelisches Bethaus von 1891 (Emrichruhstraße, neben Gastellschem Hospiz)
- Schulhaus mit Lehrerwohnungen von 1869 (gegenüber der Nikolauskirche, heute Kindergarten). Ensemble: Dreigeschossiger Walmdachbau mit Kniestock, 1885 aufgestockt. Ehemaliges Spritzenhaus: kleiner Ziegelbau mit Walmdach. Lehrerwohnung als dreiteiliger eingeschossiger Bruchsteinbau mit Kniestock, die wohl um 1885 errichtet wurden.
- Jahnschule, Schulhaus in der Weiherstraße (1894), Rotklinkerbau mit Sandsteinverzierungen
- Pestalozzischule (1912), Putzbau mit ausgebautem Mansard- bzw. Mansardwalmdach, Entwurf Mainzer Hochbauamt, Bildhauerarbeiten ausgeführt von Ludwig Lipp senior
- Ehemaliges Hospiz der Gebrüder Gastell, später Rochus-Krankenhaus, heute Caritas-Zentrum
- Ortsmuseum im alten Pumpenhaus (1904), eingeschossiger Krüppelwalmdachbau mit Fachwerkgiebel und -kniestock, von Wilhelm Lenz
- Ortsverwaltung, anspruchsvoller spätklassizistischer Putzbau, um 1875 mit älteren Teilen
- Industriedenkmal Waggonfabrik mit Phönix-Halle, heute Halle 45
- Kreuzkapelle mit Wegekreuz (1814) offener klassizistischer Bau mit Kreuzdach, als Wegekapelle nach den Befreiungskriegen errichtet
- Reihenhaussiedlung „Am Mahnes“ für Arbeiter, begonnen 1921 ff. von der Gemeinnützigen Baugenossenschaft Mainz-Mombach nach Plänen des Bauunternehmers Franz Vlasdeck, zweigeschossige Häuserzeilen mit Vorgärten, rückwärtigen Gartenparzellen und Kleinviehställen; als Dokument des Kleinsiedlungsbaus der 1920er Jahre
- Mietshauskomplexe Am Suderbrunnen 6, Emrichruhstraße 49/51/53, Pestalozzistraße 20/22/24, Zeystraße 15/17, 19: aus zu Doppelhäusern zusammengestellten Zweispännern, schlichter Heimatstil der 1920er Jahre, Dokument der Mainzer Sozialgeschichte

## Parks

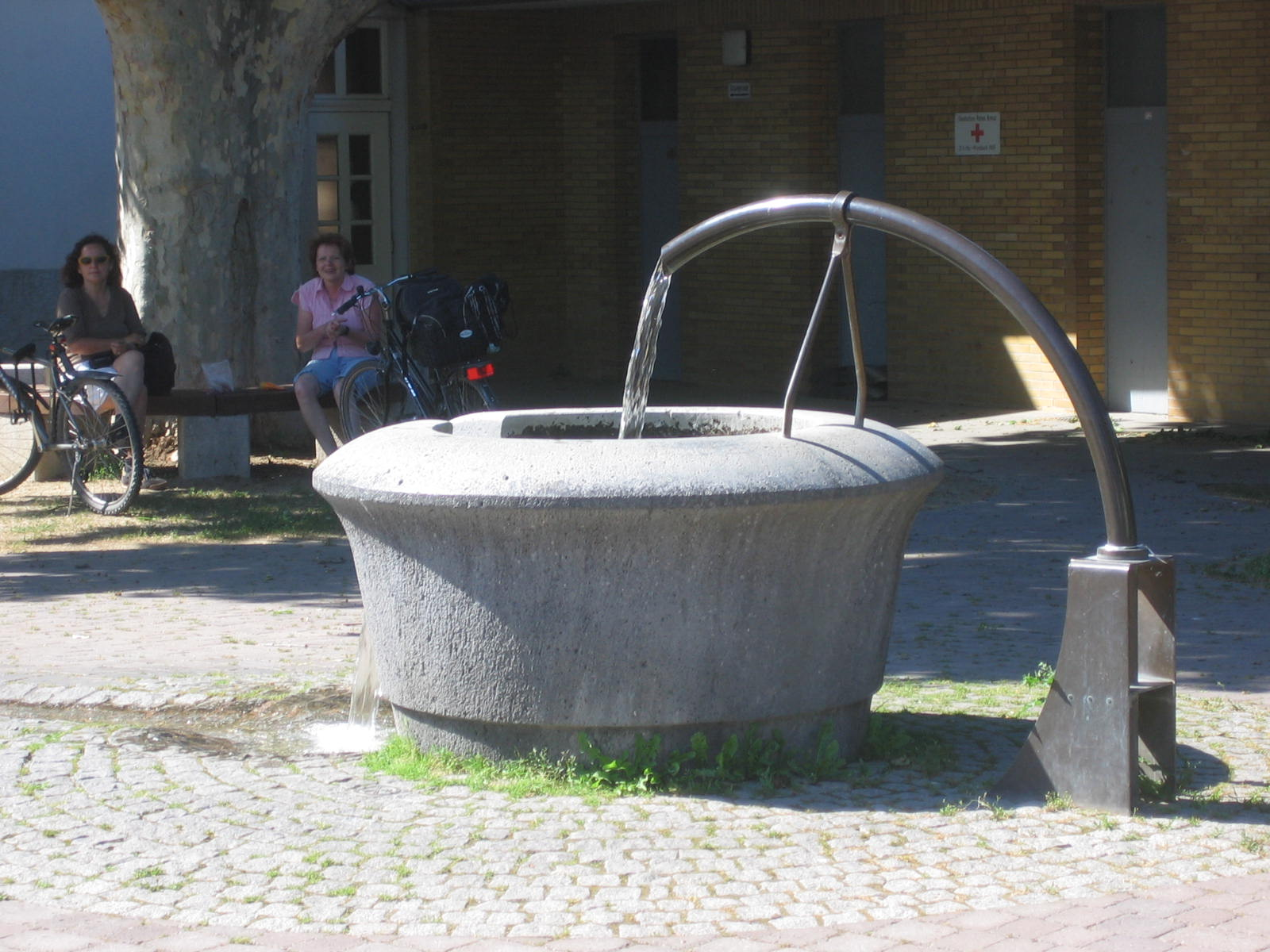
Brunnen an der Ortsverwaltung

- De La Roche Anlage: Diese steht heute an der Stelle an der sich im 18. Jahrhundert die Emmerichsruhe befand, ein Boskett des Erzbischofs Emmerich Joseph von Breidbach zu Bürresheim an einer Quelle gelegen. Noch heute erinnert die sich anschließende Emrichruhstraße an den Kurfürsten.[22]
- Park im Alten Friedhof (Am Lemmchen)
- Am Mahnes
- Franz-Vlasdeck-Anlage[23]
- Grünanlage am Heilig Geist
- Einziger Naturspielplatz der Stadt Mainz an der Köppelstraße[24]

Laut einer Sozialraumstudie, die 2005 im Auftrag der Stadt Mainz erstellt wurde, ist der Bezirk Am Westring der Bereich mit dem günstigsten Verhältnis von Wohn- zu Grünanlagen.
In einer Studie zur Ortswahrnehmung und Ortsbindung von Mombach aus dem Jahr 1999 wurden die endogenen Potentiale des Stadtteils aufgezeigt. Diese Tatsache ist wohl der städtebaulichen Planung von Ernst May zu verdanken, der Mombach West propagierte, um die Innenstadt zu entlasten und so zur Auflockerung der Bestandsbebauung in dieser beizutragen.

## Naturerbe
- Flugsanddünen im Mombacher Sand
- Vogelschutzgebiet um das alte Wasserwerk
- Quellgebiete zwischen Plantage und Erzbergerstraße

## Sportgelegenheiten
Es gibt mehrere Sportvereine, darunter mit dem Mombacher Turnverein 1861 einen der ältesten und größten Mainzer Turnvereine und die Fußballvereinigung Mombach 03 den ältesten Fußballverein Rheinhessens. Neben Sportplätzen, Tennisplätzen, Tennishalle usw. stehen ein Hallen- und Freibad (1964/1965), sowie mehrere Fitnesszentren zur Verfügung. Die Umgebung der Rheinauen ist ein ideales Trainingsgebiet für die Mombacher Kanuten. Jährlich führt der Gutenberg-Marathon als sportliches Großereignis durch Mombach.
Die Bezirkssportanlage am Ende der Langen Lein und in unmittelbarer Nähe zum Naturdenkmal zwischen Plantage und Erzbergerstraße gelegen wurde im Zuge der gesteigerten Aktivitäten des Sportvereins „TSV Schott Mainz“ 2010 mit zwei neuen Kunstrasenplätze auf neuestem Stand ausgestattet. Dies erlaubt eine dauerhafte Bespielbarkeit des Platzes und ist somit für alle in Mombach engagierten Fußballvereine von Vorteil. Die für Mainz einmalige Hanglage für die Stehtribüne blieb erhalten. Die Leichtathletikeinrichtungen der Anlage wurden 2011 erneuert.
Die American-Football-Abteilung des TSV Schott Mainz, die Mainz Golden Eagles (MGE), spielt mit mehreren Mannschaften in verschiedenen Alters- und Leistungsklassen. Die Heimspiele finden auf der Bezirkssportanlage statt.

## Infrastruktur

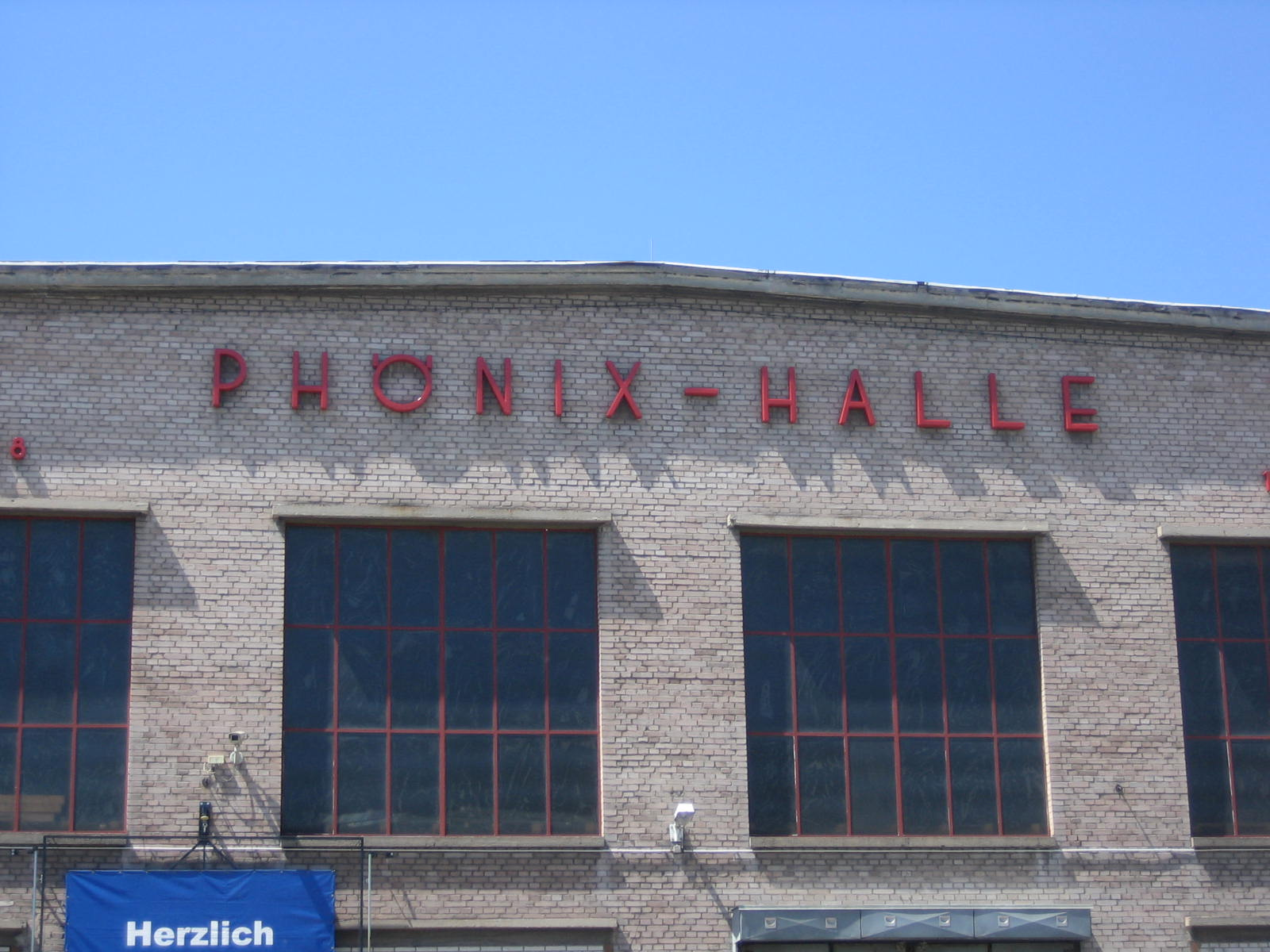
Die Halle 45, ehemals Phönix-Halle

Neben Einzelhandelsgeschäften und kleineren Supermärkten direkt im Ortskern gibt es auch große Bau- und Supermärkte an der Peripherie. Mit dem Bus gelangt man schnell in die Mainzer oder Wiesbadener Innenstadt, mit dem Auto sind es wenige Minuten auf die Autobahn in Richtung Frankfurt, Koblenz oder Kaiserslautern. Familien mit Kindern finden in Mombach mehrere Kindergärten, zwei Grundschulen und eine Realschule plus; andere weiterführende Schulen sind mit den öffentlichen Verkehrsmitteln in kurzer Zeit zu erreichen.
Mombach besitzt eine evangelische sowie eine katholische Kirchengemeinde mit den zwei liturgischen Zentren St. Nikolaus und Herz Jesu. Innerhalb des seit 2004 initiierten Erneuerungsprozesses des Bistums Mainz mit dem Motto „Lebendige Gemeinden in erneuerten pastoralen Einheiten“ war Mombach die erste Gemeinde, die durch Fusion diesen Prozess vorgelebt hat. In der weiteren Folge wurde das Gemeindezentrum Heilig Geist 2014 an eine koptische Gemeinde übergeben. Die neue Gemeinde trägt den Namen St. Kyrillos. Regelmäßig wird in der Herz-Jesu Kirche eine Heilige Messe in italienischer Sprache, sowie ein chaldäischer Gottesdienst gefeiert. Die marokkanische Bevölkerung baute sich 2006 ein neues Vereinsheim mit Gebetsraum. Die zahlenmäßig stark ansteigende muslimische Bevölkerung findet seit 1988 einen geistigen Treffpunkt in der Masjid At-Tauba Moschee. Der Verein „Die Basis e. V. – Gemeinde für diese Generation“ hat seine Kirche auf dem Gelände der ehemaligen Waggonfabrik eingerichtet. Die Assyrische Kirche des Ostens feiert regelmäßig Gottesdienste in der Herz-Jesu Kirche. Die Koptische Orthodoxe Kirche Mainz feierte 2014 erstmals ihre Osterliturgie im Gemeindezentrum Heilig-Geist.
Im Programm der Halle 45 (bis Ende 2015 Phönix-Halle) finden das ganze Jahr über Messen, Konzerte und Musicals statt. Nach aufwendiger Sanierung und Modernisierung im Jahr 2015 zählt sie mit 5.000 m² Fläche unter die größten Hallen im Rhein-Main Gebiet. Eine weitere Veranstaltungshalle befindet sich direkt gegenüber. Das Mombacher Rheinuferfest am Wochenende von oder nach Maria Himmelfahrt und der Weihnachtsmarkt locken alljährlich viele Besucher an.
Seit 2007 ist Mombach aufgrund seiner hohen Beliebtheit bei ausländischen Mitbürgern, in das ergänzende Städtebauförderungsprogramm Die Soziale Stadt zur Förderung von Stadtteilen mit einem besonderen sozialen Entwicklungsbedarf eingebunden. Hierdurch soll die Integration und Zusammenführung aller Mombacher gefördert werden.

## Natur

### Der Große Sand

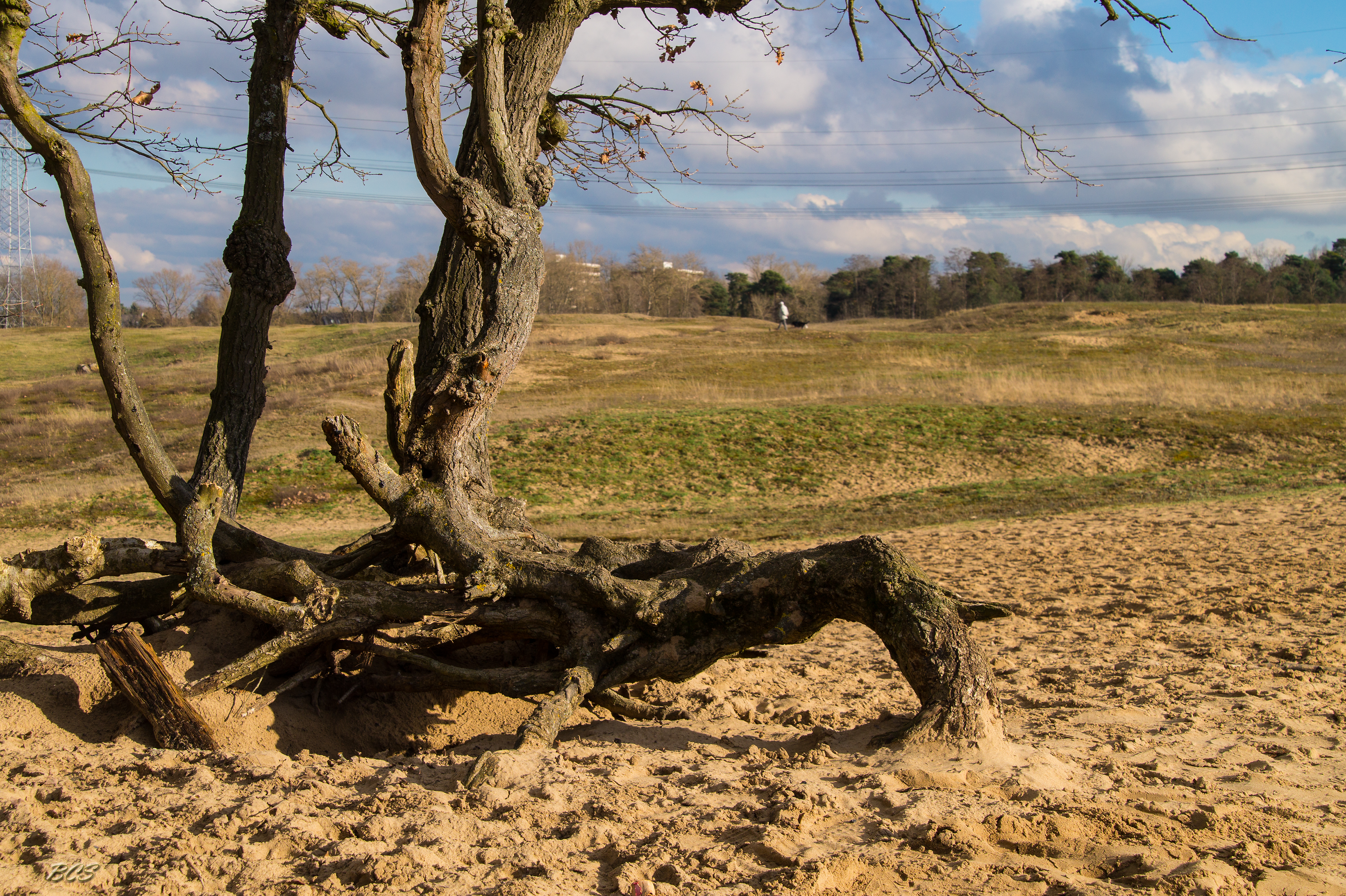
Großer Sand mit Sanddünen

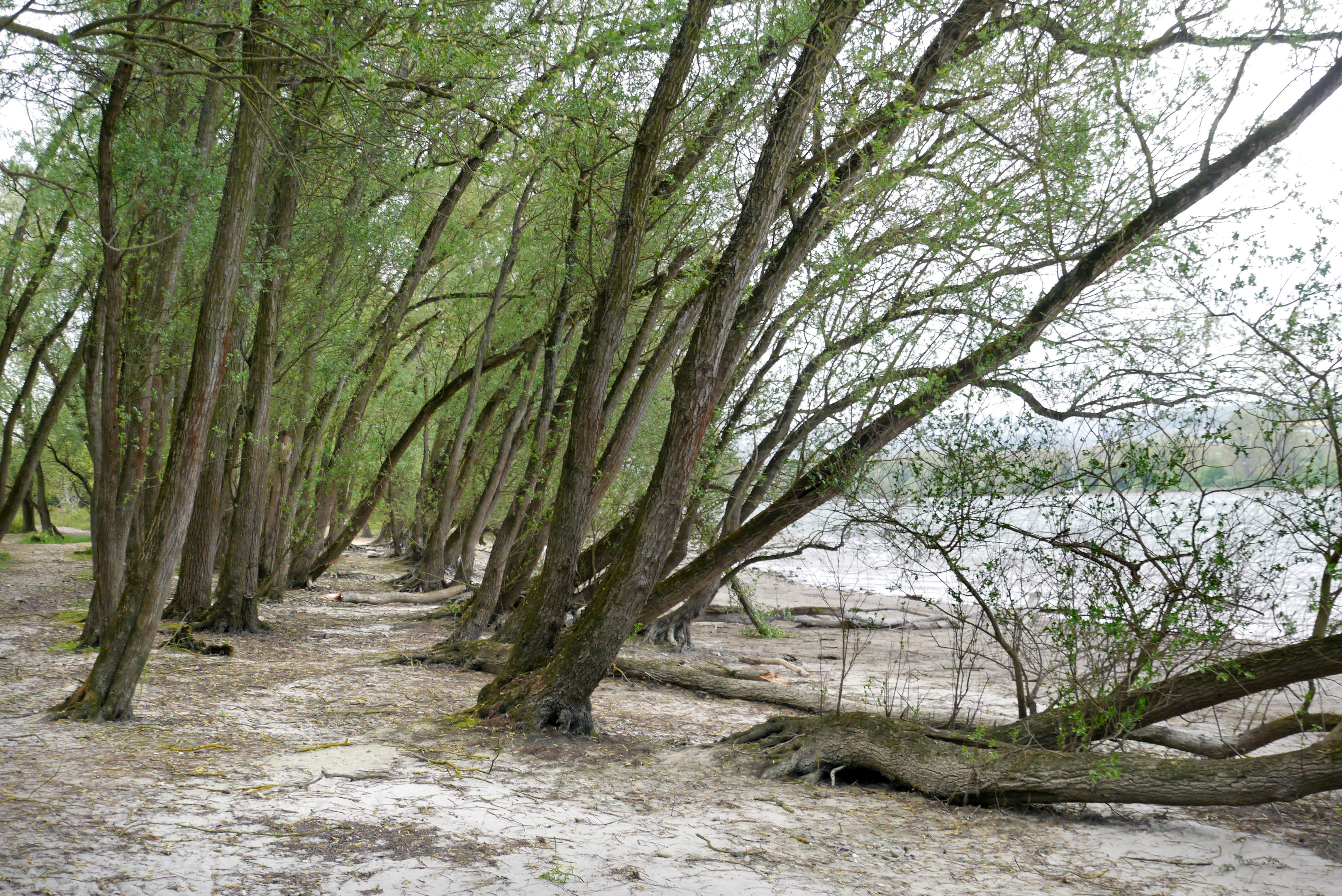
Sandstrand am Mombacher Rheinufer

Der Große Sand zählt zu den bedeutendsten Naturschutzgebieten in Europa. Aufgrund seiner klimatisch günstigen Lage und den kalkhaltigen Flugsanden konnte sich hier eine einzigartige Flora und Fauna erhalten. Es handelt sich um eine postglaziale Reliktflora mit Arten, deren Hauptverbreitung heute im osteuropäischen bis zentralasiatischen sowie im mediterranen Raum liegt.
Die Entstehung der Sandflächen setzte vor etwa 18.000 Jahren während der letzten Eiszeit ein. Damals führte der Rhein, der immer wieder sein Flussbett änderte, nur sehr wenig Wasser, da der größte Teil der Niederschläge in den Eis- und Schneemassen gebunden war. Während des kurzen, schneefreien Hochsommers, konnten nördliche und nordwestliche Winde die kalkreichen, feinkörnigen Sande aus dem Rheingraben verwehen und entweder flächig ausbreiten oder zu bis zu 10 m hohe Dünen aufbauen. Das Gelände wurde bis 2006 immer wieder als militärischer Übungsplatz genutzt. Teile wurden im Anschluss an die Alliierte Rheinlandbesetzung zum Konversionsgebiet erklärt und mit Obstbäumen bepflanzt. Seit 1997 wurden die Obstflächen wiederum unter Naturschutz gestellt, was zu einer unerwünschten Verwilderung führt. Der Arbeitskreis Umwelt hat eine Patenschaft für Teile des Mombacher Oberfeldes übernommen. In diesem Gebiet führt er Pflegemaßnahmen durch, um die Biotopqualität zu erhalten oder zu steigern.

### Storchwiesen
Seit einigen Jahren sind die Weißstörche „Nachbarn“ der Menschen in Mombach und Budenheim. Genau an der Grenze zwischen beiden Orten gibt es am Rheinufer einen Storchenhorst. In diesem Horst haben Störche seit 1997 mehrere Male mit gutem Erfolg gebrütet.
Als auf dem Gelände der ehemaligen Deichmeisterei neben dem Kreuzerhof eine Nisthilfe aufgestellt wurde, nahmen Störche aus einer größeren Population in Wiesbaden-Schierstein sie an. Der AK-Umwelt pflegt diverse Flächen im Unterfeld, welche die Störche zur Nahrungssuche nutzen. Viele Jahrzehnte ging die Zahl der Weißstörche in Deutschland dramatisch zurück. War der Storch vor rund hundert Jahren in unseren Dörfern noch allgegenwärtig, so ist er zur bedrohten Art geworden. Wesentliche Ursachen dafür waren die Zerstörung seiner Lebensräume in Westeuropa und Nahrungsmangel durch langjährige Dürreperioden in den Überwinterungsgebieten in Afrika.
Durch die Verbesserung der Situation in den Winterquartieren und Schutzmaßnahmen in den Brutgebieten können sich die Störche zurzeit wieder ausbreiten.

## Spaziergänge und Radwege
Mit verschiedenfarbigen Sternen gekennzeichnete Holzpfosten führen durch die Naturschutzgebiete NSG1 (Großer Sand) und NSG2 (Oberfeld), sowie weiter in den Lennebergwald und um den Mombacher Waldfriedhof, der mit über 26 Hektar Fläche der größte Friedhof in Mainz ist. An den zahlreichen Eingängen zu den Naturschutzgebieten stehen großformatige Tafeln, welche die Fauna, Flora und Entstehungsgeschichte des Gebiets erklären. Der Weg durch die Ludwigsschneise führt zum Schloss Waldthausen im Budenheimer Wald. Von dort führen weitere Wanderwege zur Rheingoldruhe.
- Der Rheinradweg ist ein Radfernweg, der durch vier Länder auf 1300 km vom Quellgebiet des Flusses bis zur Deltamündung führt. Die Fahrt nach Bingen und weiter ins Weltkulturerbe Mittelrheintal entlang der Rheinauen ist ein echtes Naturerlebnis.
- In die andere Richtung geht es über das Mainzer Radwegenetz in die Innenstadt. Mainz verfügt über eine gut ausgebautes Radinfrastruktur und seit Mai 2011 wieder über einen Radfahrbeauftragten.[34]
- Das Radwegenetz des Landkreises Mainz-Bingen, das direkt an Mombach grenzt, umfasst zurzeit zirka 550 Kilometer in folgenden Qualitäten:
  - Radwege auf klassifizierten Straßen – 184 Kilometer (34 Prozent)
  - Radwege auf Wirtschaftswegen – 302 Kilometer (55,5 Prozent)
  - Radwege auf eigenständigen Abschnitten – 61 Kilometer (10,5 Prozent)
- Mit dem Fahrrad gelangt man am Wochenende über die Budenheimer Fahrradfähre nach Walluf in den Rheingau. Oder man radelt durch die Stadt, in die ehemaligen Rechtsrheinischen Stadtteile von Mainz, von denen Kostheim zum Rheingau gehört.

## Bus und Bahnverbindungen

### Bus und Straßenbahn
Mombach ist mit den Buslinien 60, 62, 63, 71, 76, 80, 81 und (nachts) 92 der Mainzer Mobilität direkt mit der Mainzer Innenstadt verbunden; der Hauptbahnhof ist je nach Linie in 15 bis 30 Minuten erreichbar. Mit der Buslinie 74 gibt es seit dem Fahrplanwechsel am 15. Dezember 2019 erstmals eine Direktverbindung zu den Stadtteilen Bretzenheim und Hechtsheim, die nicht über die Innenstadt verläuft. Mit der Netzerweiterung zum 1. April 2022 wurde die bisherige Buslinie 61 in 80 und 81 umbenannt, wobei die Linie 80 nun bis zum Bahnhof Ingelheim fährt und die bisherige ORN-Bahnbuslinie 620 ersetzt. Außerdem tangieren im Süden Mombachs die Mainzer Straßenbahnlinien 50 und 51 in Richtung Finthen bzw. Innenstadt mit den Haltestellen Zwerchallee/Halle 45 und Turmstraße den Stadtteil.

### Regionalverkehr
Seit dem 1. April 2022 ist die durch Mombach führende Bahnbusstrecke (Omnibusverkehr Rhein-Nahe) Mainz–Ingelheim der bisherigen ORN-Linie 620 in die MVG-Buslinie 80 integriert.
Mainz-Mombach liegt im Tarifgebiet des Rhein-Nahe-Nahverkehrsverbundes (RNN) und der Mainzer Verkehrsgesellschaft (MVG). Da die Stadt Mainz ebenfalls Mitglied im Rhein-Main-Verkehrsverbund (RMV) ist, liegt auch Mombach in diesem Tarifgebiet.

#### Bahnhöfe

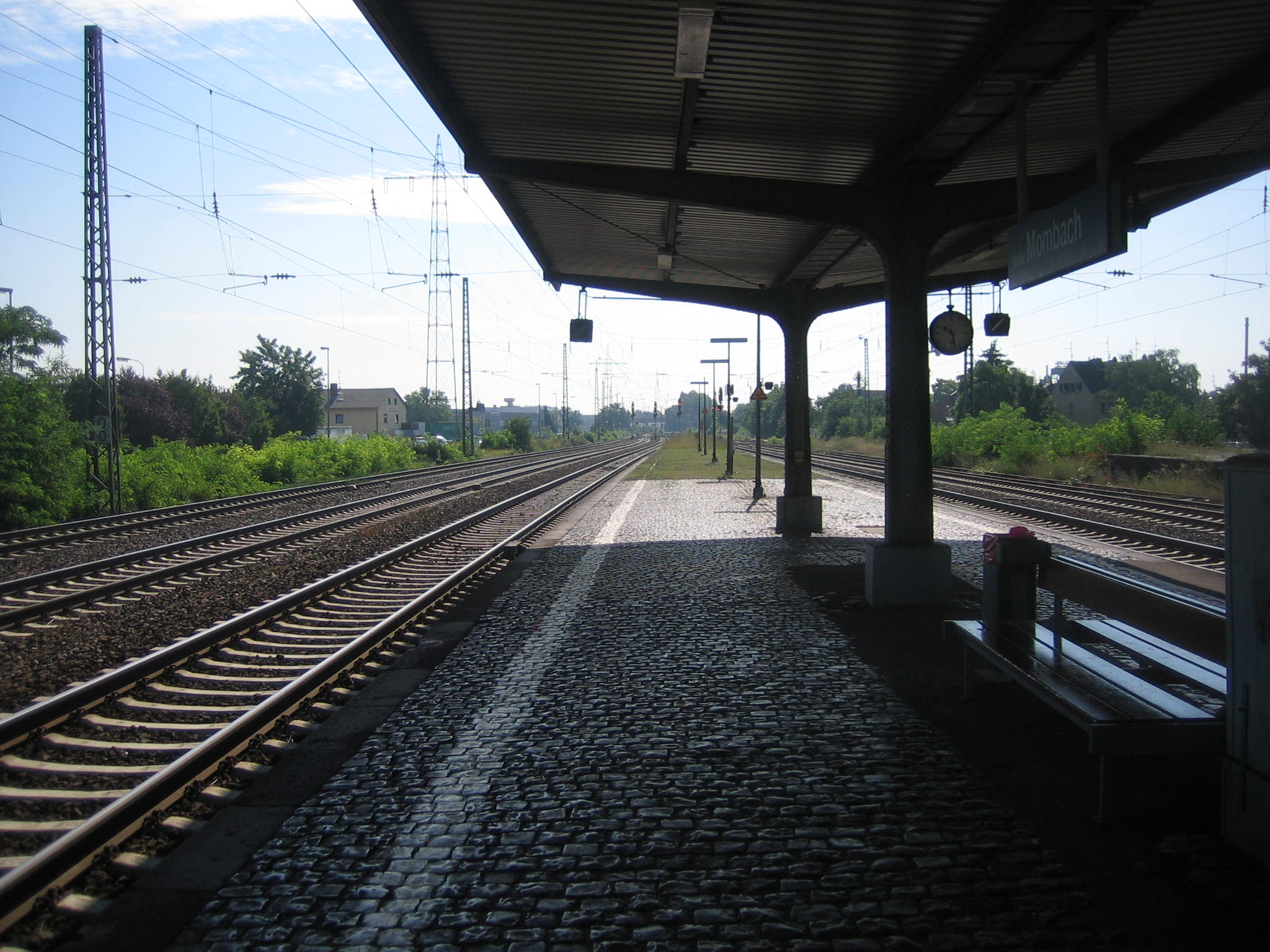
Sechs Gleise führen in den Mombacher Bahnhof

Der Bahnhof Mainz-Mombach wurde 1859 eröffnet und liegt an der linken Rheinstrecke. Zum 1. Mai 1904 erhielt er ein Stellwerk. Die Station wird in die Preisklasse 5 eingeordnet. Sie wird von der Linie RB 26 des Eisenbahnverkehrsunternehmens (EVU) trans regio (MittelrheinBahn) bedient, die im Halbstundentakt zwischen Mainz Hbf, Budenheim, Ingelheim am Rhein und Bingen Hbf verkehrt, wobei jeder zweite Zug über Bingen hinaus weiter über Koblenz Hbf nach Köln Messe/Deutz geführt wird.
| Linie | Verlauf | Takt                                    |
| ----- | --- | --------------------------------------- |
| RB 26 | MittelrheinBahn: (Köln/Bonn Flughafen –) (nur im Nachtverkehr) Köln Messe/Deutz – Köln Hbf – Köln West – Köln Süd – Hürth-Kalscheuren – Brühl – Sechtem – Roisdorf – Bonn Hbf – Bonn UN Campus – Bonn-Bad Godesberg – Bonn-Mehlem – Rolandseck – Oberwinter – Remagen – Sinzig (Rhein) – Bad Breisig – Brohl – Namedy – Andernach – Weißenthurm – Mülheim-Kärlich – Koblenz-Lützel – Koblenz Stadtmitte – Koblenz Hbf – Rhens – Spay – Boppard Hbf – Boppard-Bad Salzig – Boppard-Hirzenach – Sankt Goar – Oberwesel – Bacharach – Niederheimbach – Trechtingshausen – Bingen (Rhein) Hbf – Bingen (Rhein) Stadt – Bingen-Gaulsheim – Gau Algesheim – Ingelheim – Heidesheim (Rheinhessen) – Uhlerborn – Budenheim – Mainz-Mombach – Mainz Hbf Stand: Fahrplanwechsel Dezember 2021 | 60 min 30 min (Bingen–Mainz wochentags) |

Außerdem befindet sich in Mombach der Haltepunkt Mainz-Waggonfabrik an der Bahnstrecke Alzey–Mainz. Dieser wurde von 2010 bis Anfang 2011 modernisiert und barrierefrei ausgebaut. Dort verkehrt stündlich die Linie RB 31 der Vlexx über Nieder-Olm und Alzey nach Kirchheimbolanden, in andere Richtung zum Mainzer Hauptbahnhof.
Neben diesen beiden Bahnstationen gehört auch der bereits in der Neustadt liegende S-Bahn-Haltepunkt Mainz Nord (ursprünglich Mainz Curve genannt) zum Nahverkehrsangebot in Mombach. Von dort verkehrt die Linie S 8 in Richtung Wiesbaden bzw. in Richtung Offenbach über Frankfurt am Main.

## Personen die mit Mombach verbunden sind

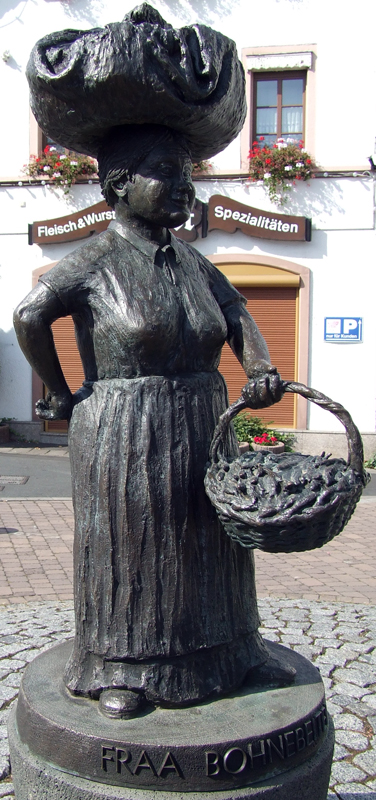
Fraa Bohnebeitel

- Heinrich Bechtolsheimer (1868–1950) war protestantischer Pfarrer der Landgemeinde und rheinhessischer Heimatschriftsteller.
- Jens Beutel (1946–2019), Oberbürgermeister der Stadt Mainz 1997–2011
- Hugo Brandt (Politiker) (1930–1989), MdB, MdL
- Julius Buckler (1893–1960), Fliegerass im Ersten Weltkrieg.
- Eduard David (1863–1930), erster Präsident der Nationalversammlung in der Weimarer Republik. Lebte von 1898 bis 1900 in Mombach.
- Paul Distelhut (1914–2002), Kommunalpolitiker
- Ursula Distelhut (1947–1995), Politikerin, MdL
- Michael Ebling (* 1967), Innenminister von Rheinland-Pfalz seit 2022, Oberbürgermeister der Mainzer 2012 bis 2022
- Katrin Eder (* 1976), Ministerin für Klimaschutz, Umwelt, Energie und Mobilität Rheinland-Pfalz
- Franz Falk (1840–1909), Prälat, katholischer Pfarrer, Bistumsarchivar und Kirchenhistoriker in Mainz, Mitbegründer der Gesellschaft für mittelrheinische Kirchengeschichte.
- Otto Filtzinger (1932–2022),[41] Theologe, Hochschullehrer Koblenz
- Philipp Filtzinger (1925–2006), Archäologe
- Adolf Gottron (1908–1983), Brennstoffhändler und Fastnachter (Hobby)
- Philipp Gottron (1812–1881), Ziegelhüttenbesitzer, Politiker und Abgeordneter der 2. Kammer der Landstände des Großherzogtums Hessen.
- Gerhard P. Groß (* 1958), Oberstleutnant i. G., Wissenschaftlicher Mitarbeiter am Militärgeschichtlichen Forschungsamt, Potsdam
- Heinz Koch (1929–2005), Außenhandelskaufmann und Fastnachter (Hobby)
- Willi Krämer (1926–2015), Sportjournalist
- Walter Nägeli sen. (1851–1919), Botaniker, Industrieller und Erfinder[42][43]
- Hanns Pfeifer (1902–1989), Lithograph
- Hermann Reifenberg (1928–2022), (Ehrenbürger von Mainz)
- Heinz Schier (1927–2018), Zahnarzt, Ortshistoriker und Fastnachter (Hobby)
- Franz Vlasdeck (1859–1933), Bildhauer und Bauunternehmer
- Jürgen Weidmann (* 1960), Umwelt- und Naturschutzaktivist, Verdienstorden der Bundesrepublik Deutschland 2022[44]

## Mombacher Fastnacht

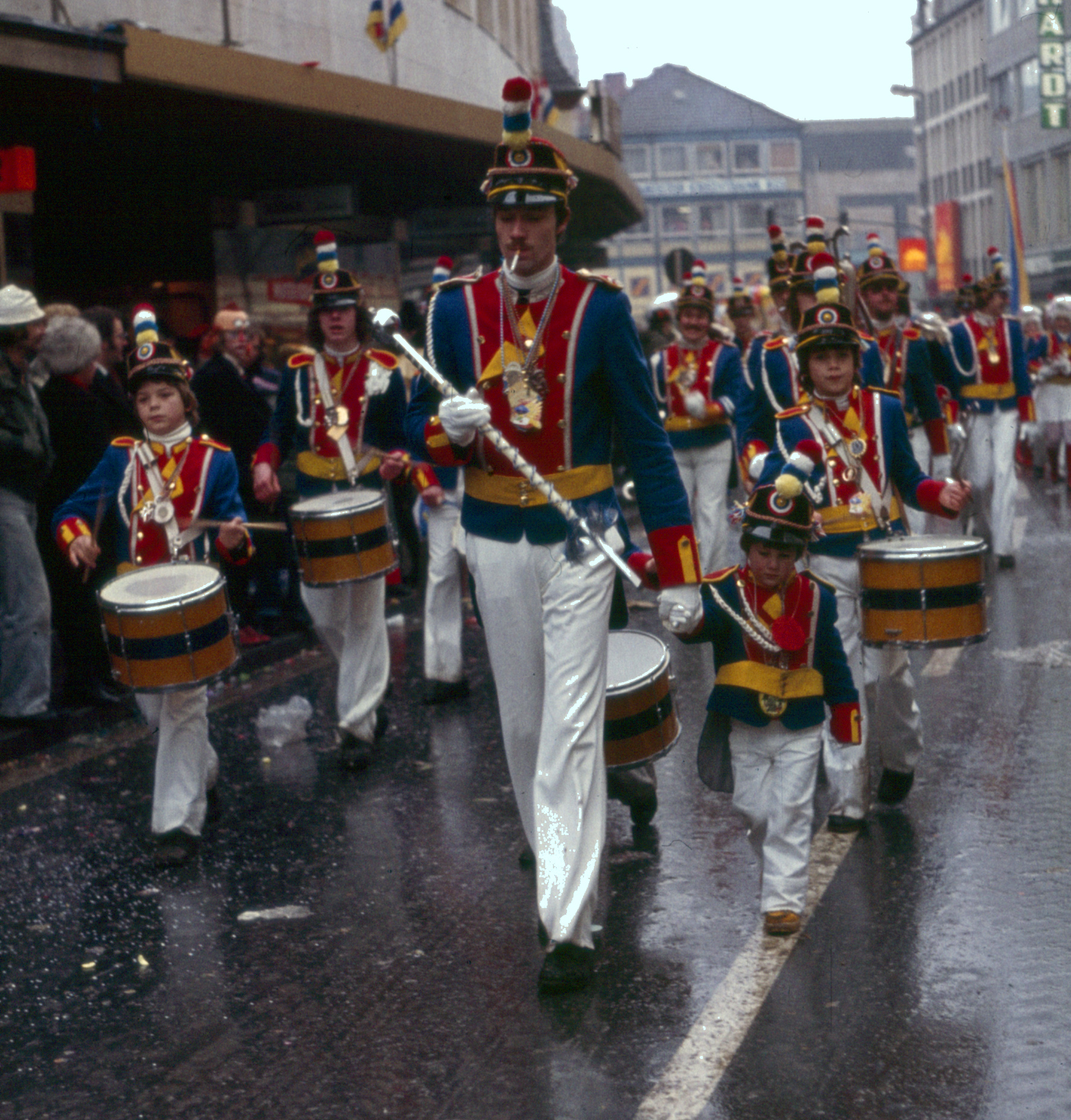
Mombacher Prinzengarde 1886; 1977

Mombach wird auf Grund seiner vielfältigen Veranstaltungen als Fastnachtshochburg in Mainz wahrgenommen. Bereits vor dem Abschluss der Kampagne mit den vier tollen Tagen wird die Sitzung der Bohnebeitel seit 1998 als Live-on-tape-Übertragung im SWR Fernsehen überregional übertragen. Hierbei werden Marktanteile im zweistelligen Bereich erzielt. Im Mittelpunkt stehen aber die real life Sitzungen der vielen in Mombach beheimateten Fastnachtsvereine.
Die Fastnachtvereine können auf eine große Tradition zurückblicken. Der älteste Verein sind die genannten Mombacher Carneval Verein 1886 e. V. Die Bohnebeitel (MCV). Die mit ihm kooperierende Mombacher Prinzengarde 1886 (MPG) kann auf eine gleich lange Historie zurückblicken. Der zweitälteste Fastnachtsverein des Orts ist die Mombacher Carneval-Gesellschaft „Maletengarde“ 1953 e. V. (MCG). In den 1980er Jahren kam mit den Carneval Club Mombach 1981 e. V. „Die Eulenspiegel“ (CCM) ein mit modernen Medien verbundener Club zur Abrundung des Spektrums hinzu. Die Fastnachtsgesellschaft „Meenzer Herzjer“ kümmert sich gleichberechtigt um sozial schwächere Mitbürger.
Die Ortsverwaltung wird unter Beteiligung der Vereine am zweiten Samstag im Jahr um 11:11 Uhr gestürmt. Der Zug der Beteiligten startet an der Eintrachthalle. Nach Sitzungen am Samstag und Sonntag und der Beteiligung der Mombacher am Mainzer Rosenmontagszug, findet am Fastnachtsdienstag der „Schissmelle-Dienstagszug“, benannt nach der in Mombach verbreiteten Gartenmelde, unter großer Beteiligung aller namhaften Mombacher Vereine statt. Eine eigens benannte Zugmarschallin plant und koordiniert die Teilnahme. 2011 waren rund 1000 Teilnehmer aus unter anderen sieben Garden, 13 Musikgruppen und zwei Guggemusiken gemeldet. Die Fußgruppen werden von 21 Fahrzeugen, darunter 10 Komiteewagen begleitet.

## Vereine und Initiativen
- Angelsportverein Mainz-Mombach 1925
- Arbeitskreis Umwelt Mombach e. V.
- Carneval Club Mombach 1981 e. V. „Die Eulenspiegel“
- Dance & Arts Mainz e. V. (Musicalschule und Tanzstudio)
- Deutscher Alpenverein Sektion Mainz e. V.
- Deutsches Rotes Kreuz, Ortsverein Mainz-Mombach
- DJK Tennisverein Mombach e. V.
- Fastnachtsgesellschaft „Meenzer Herzjer“ e. V.
- FC Fortuna Mombach e. V. 1975
- Forum für Lehrerausbildung Johannes-Gutenberg-Universität Mainz e. V.
- Freiwillige Feuerwehr Mainz-Mombach
- Fußballvereinigung Mombach 03
- Jugendfeuerwehr Mombach
- Kanu- und Ski-Gesellschaft 1921 Mombach e. V.
- Kanu-Club 1981 e. V.
- Kanufreunde 1929 e. V.
- KSC 88 Mombach
- Mainzer Ruder-Gesellschaft 1898
- Mainzer Schwimmverein 1901 e. V.
- Mombacher Carneval-Gesellschaft „Maletengarde“ 1953 e. V.
- Mombacher Carneval Verein 1886 e. V. „Die Bohnebeitel“
- Mombacher Gesangverein 1878
- Mombacher Prinzengarde 1886 e. V.
- Mombacher Schachverein
- Mombacher Turnverein 1861 e. V.
- Mombach hilft e. V.
- SG EWR Rheinhessen-Mainz
- Tierschutzverein Mainz und Umgebung e. V.
- Verein der Sportangler Mainz I. e. V.
- Verein Schöneres Mombach e. V.
- Wasser-Sport-Verein „Neptun“ Mombach

## Mombacher Wirtschaft

### Geschichte

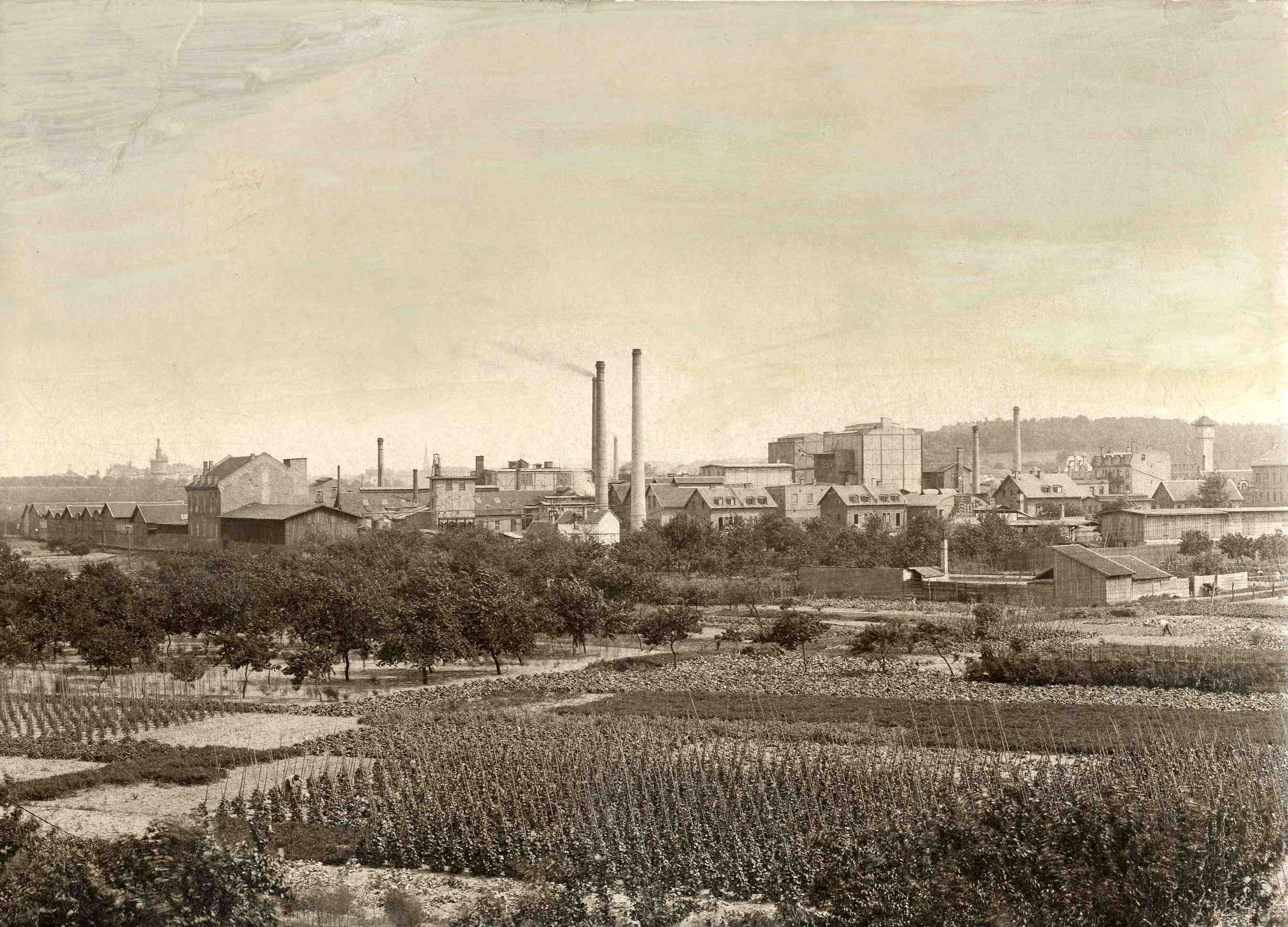
Stangenbohnen in der Nachbarschaft der Chemischen Fabrik Mombach um 1900

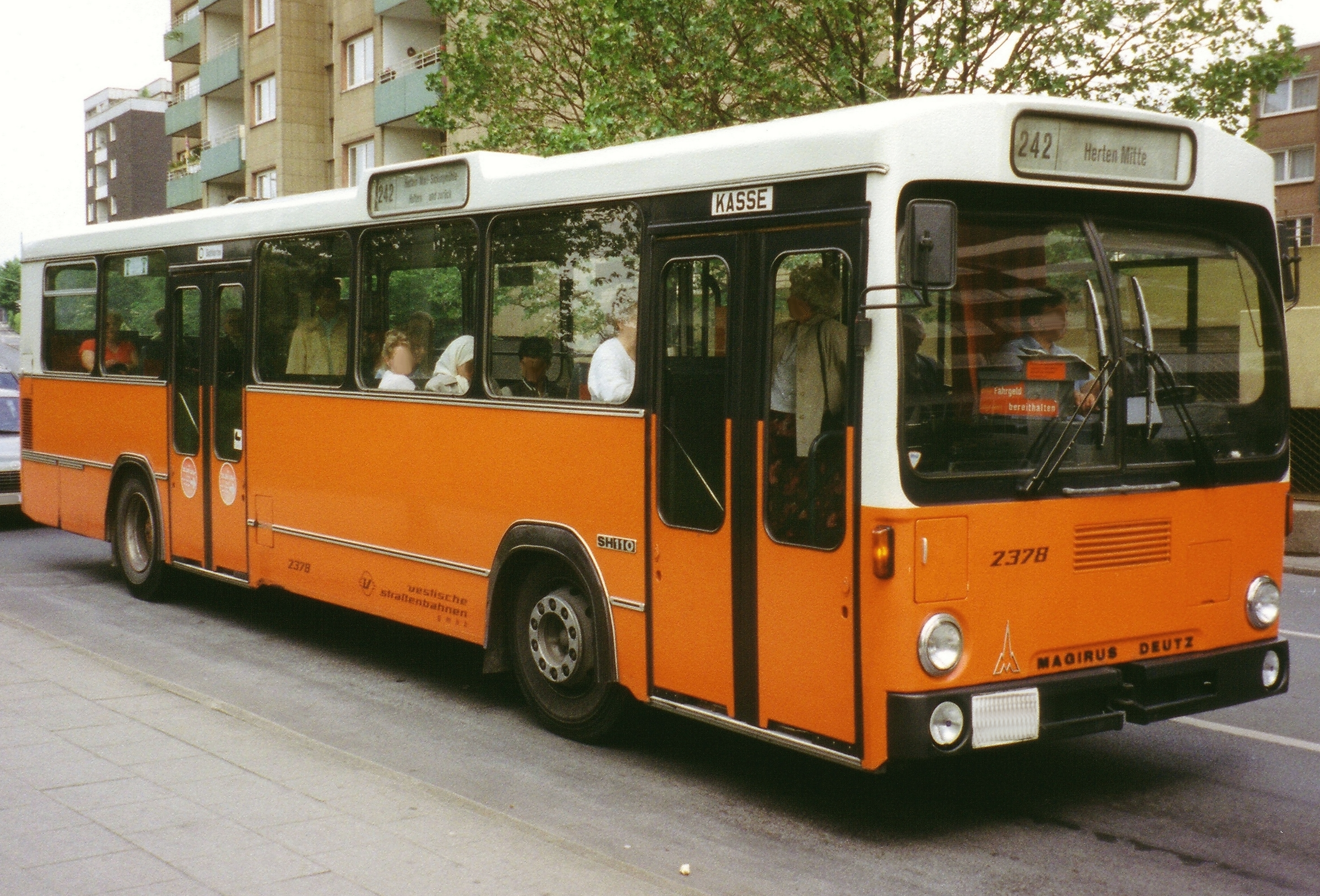
In Mainz-Mombach produzierter Omnibus von Magirus-Deutz

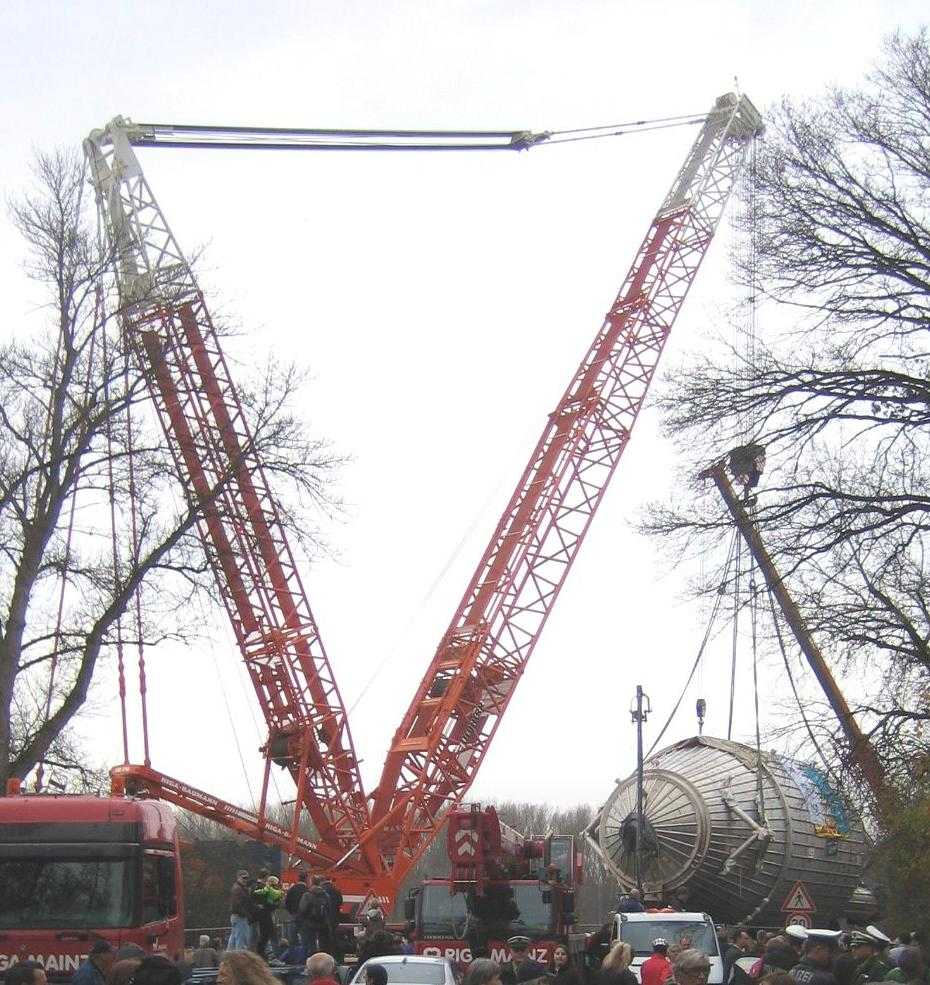
Verladung des Spektrometers KATRIN durch Riga

Mombach hatte bis nach dem Zweiten Weltkrieg, ebenso wie beispielsweise die Nachbarorte Gonsenheim und Finthen, eine wichtige Rolle im lokalen Obst- und Gemüsebau inne. Schon im Mittelalter wurde die Stadt Mainz mit frischem Obst und Gemüse aus Mombach versorgt, später auch die selbständige Stadt Biebrich. Die Bedeutung des Ortes für den lokalen Gartenbau geht z. B. aus den zahlreichen lokalen Züchtungen und Sorten hervor, die in heutiger Zeit wiederentdeckt werden:
- Mombacher Speck (Stangenbohnen)
- Winter Mombacher, Maiwunder (Winterkopfsalat)
- Mombacher Frühe (Aprikose)

Im Aprikosenanbau galt das Gebiet in und um Mombach bis in die Nachkriegszeit als größte zusammenhängende Anbaufläche in Deutschland.
- Conservenfabrik von W. Nägeli

Durch die beginnende Industrialisierung dominierte im 19. Jahrhundert vor allem die Waggonfabrik und ab 1952 das benachbarte Schott Werk die Wirtschaft in Mombach. Der Standort Waggonfabrik hat eine wechselhafte Geschichte hinter sich: Das Gelände diente zunächst als Fabrik für Chaissen (Fa. Gebrüder Gastell), dann als Waggon-Werk (Fa. Westwaggon), als Sonderfahrzeug- und Omnibus Werk (Fa. Magirus-Deutz; später Fa. Iveco) und schließlich bis Anfang der 1990er Jahre als Panzerwerk (Fa. MIP Mainz Industries Panzerwerke). Nach dem Scheitern des Konversionsprojektes wurde das Gelände an die TRIWO, dann an Beos verkauft. Die auf dem Gelände befindliche Phoenix-Halle (heute Halle 45) dient als Veranstaltungsort für Konzerte und andere Künstler.
Durch die Nähe zum Rhein war ein ideales Gelände für eine Werft vorhanden. Die Rheinwerft Mainz-Mombach stellte lange Zeit Spezialboote, wie zum Beispiel für die Feuerwehr Koblenz, her.
- Nestlé-Werk für Nescafé

Das Werk in Mainz-Mombach beschäftigte ca. 360 Mitarbeiter (2010). Es nahm 1960 den Betrieb auf und produzierte jährlich insgesamt 30.000 Tonnen Kaffee- und Kakaoprodukte.
Der weltgrößte Nahrungsmittelkonzern setzte die Schließung des Werks am Industriehafen für Ende 2017 um. Mit dem Rückbau der technischen Anlagen wurde Anfang Januar begonnen. Bis Ende des Jahres 2018 soll er abgewickelt sein. Nach Meldung der lokalen AZ wurde ein Käufer gefunden. Es soll eine multimodale Gewerbefläche mit ca. 24.000 m² Hallenfläche entstehen.
- Ölmühle Cargill

Der internationale Agrarkonzern schloss seinen Standort, die Gebäude wurden 2017 abgebrochen.

### Gegenwart
- Glaskeramik-Werk der Schott AG
- Roth Öl und Gas, vormals Valentin
- J. N. Köbig
- Prefere Paraform, Chemische Industrie
- QVF, Borosilikatglas Verarbeiter für den Glasanlagenbau
- Genobank Mainz
- Lackfabrik Albrecht (Meffert Farbwerke)
- Krandienst Riga
- eine der leistungsstärksten von 250 Niederlassungen der CEMEX Deutschland, 2012 errichtet, um die Großbaustelle Schiersteiner Brücke mit Transportbeton zu versorgen.[55]
- Kistenpfennig: Kugellager, Industriebedarf, Werkzeuge, Hydraulik, Ketten, Keilriemen
- Xylem Analytics Germany

Ein Mombacher Metzger ist Mitglied der Bruderschaft der Ritter der Blutwurst und wurde bereits mehrfach durch die Zeitschrift Feinschmecker geehrt, zuletzt 2007. Der passende Feinschmecker-Bäcker (Bewertung 2005) betrieb sein Geschäft ebenfalls in der Hauptstraße. Seit 2008 wurde das Sortiment sukzessive auf das Standardsortiment des neuen Besitzers Werner umgestellt.

## Dokumente
- Bild von Mombach aus J.F. Dielmann, A. Fay, J. Becker (Zeichner): F.C. Vogels Panorama des Rheins, Bilder des rechten und linken Rheinufers, Lithographische Anstalt F.C. Vogel, Frankfurt 1833.